# Tabela de divisores
As tabelas abaixo listam todos os divisores dos números de 1 a 1000.
Um divisor de um inteiro n é um inteiro m tal que n/m é novamente um inteiro (que também é necessariamente um divisor de n). Por exemplo, 3 é um divisor de 21, uma vez que 21/3 = 7 (e 7 é também um divisor de 21)
Se m é um divisor de m então −m também é. As tabelas abaixo mostram apenas os divisores positivos.

## Palavras-chave para a tabela
- d(n) é a quantidade de divisores positivos de n, incluindo 1 e o próprio n
- σ(n) é a soma de todos os divisores positivos de n, incluindo 1 e o próprio n
- s(n) é a soma de todos os divisores próprios de n, que não incluem o próprio n; isto é, s(n) = σ(n) − n
- Um número perfeito é igual a soma de seus divisores próprios; ou seja, s(n) = n; os únicos números perfeitos entre 1 e 1000 são 6, 28 e 496
- Números amigáveis e números sociáveis são aqueles cuja soma dos divisores próprios formam um ciclo; os únicos exemplos menores do que 1000 são 220 e 284
- Um número deficiente é maior do que a soma de seus divisores próprios; isto é, s(n) < n
- Um número abundante é menor do que a soma dos seus divisores próprios; ou seja, s(n) > n
- Um número primo tem como únicos divisores ele próprio e o número 1; isto é d(n) = 2. Números primos são sempre deficientes já que s(n)=1
- Um número composto é todo número que não é primo, ou seja, que possua divisores além de 1 e ele próprio
- Um número altamente composto é um número tal que s(n)>s(m) para todo m<n.

## Divisores dos números de 1 a 100
| n   | Divisores                                | d(n) | σ(n) | s(n) | Notas |
| --- | ---------------------------------------- | ---- | ---- | ---- | --- |
| 1   | 1                                        | 1    | 1    | 0    | |
| 2   | 1, 2                                     | 2    | 3    | 1    | deficiente, altamente abundante, superabundante, colossalmente abundante, primo, altamente composto, altamente composto superior   |
| 3   | 1, 3                                     | 2    | 4    | 1    | deficiente, altamente abundante, primo                                                                                             |
| 4   | 1, 2, 4                                  | 3    | 7    | 3    | deficiente, altamente abundante, superabundante, composto, altamente composto                                                      |
| 5   | 1, 5                                     | 2    | 6    | 1    | deficiente, primo |
| 6   | 1, 2, 3, 6                               | 4    | 12   | 6    | perfeito, altamente abundante, superabundante, colossalmente abundante, composto, altamente composto, superior altamente composto  |
| 7   | 1, 7                                     | 2    | 8    | 1    | deficiente, primo |
| 8   | 1, 2, 4, 8                               | 4    | 15   | 7    | deficiente, altamente abundante, composto                                                                                          |
| 9   | 1, 3, 9                                  | 3    | 13   | 4    | deficiente, composto |
| 10  | 1, 2, 5, 10                              | 4    | 18   | 8    | deficiente, altamente abundante, composto                                                                                          |
| 11  | 1, 11                                    | 2    | 12   | 1    | deficiente, primo |
| 12  | 1, 2, 3, 4, 6, 12                        | 6    | 28   | 16   | abundante, altamente abundante, superabundante, colossalmente abundante, composto, altamente composto, superior altamente composto |
| 13  | 1, 13                                    | 2    | 14   | 1    | deficiente, primo |
| 14  | 1, 2, 7, 14                              | 4    | 24   | 10   | deficiente, composto |
| 15  | 1, 3, 5, 15                              | 4    | 24   | 9    | deficiente, composto |
| 16  | 1, 2, 4, 8, 16                           | 5    | 31   | 15   | deficiente, altamente abundante, composto                                                                                          |
| 17  | 1, 17                                    | 2    | 18   | 1    | deficiente, primo |
| 18  | 1, 2, 3, 6, 9, 18                        | 6    | 39   | 21   | abundante, altamente abundante, composto                                                                                           |
| 19  | 1, 19                                    | 2    | 20   | 1    | deficiente, primo |
| 20  | 1, 2, 4, 5, 10, 20                       | 6    | 42   | 22   | abundante, altamente abundante, composto                                                                                           |
| n   | Divisores                                | d(n) | σ(n) | s(n) | Notas |
| 21  | 1, 3, 7, 21                              | 4    | 32   | 11   | deficiente, composto |
| 22  | 1, 2, 11, 22                             | 4    | 36   | 14   | deficiente, composto |
| 23  | 1, 23                                    | 2    | 24   | 1    | deficiente, primo |
| 24  | 1, 2, 3, 4, 6, 8, 12, 24                 | 8    | 60   | 36   | abundante, altamente abundante, superabundante, composto, altamente composto                                                       |
| 25  | 1, 5, 25                                 | 3    | 31   | 6    | deficiente, composto |
| 26  | 1, 2, 13, 26                             | 4    | 42   | 16   | deficiente, composto |
| 27  | 1, 3, 9, 27                              | 4    | 40   | 13   | deficiente, composto |
| 28  | 1, 2, 4, 7, 14, 28                       | 6    | 56   | 28   | perfeito, composto |
| 29  | 1, 29                                    | 2    | 30   | 1    | deficiente, primo |
| 30  | 1, 2, 3, 5, 6, 10, 15, 30                | 8    | 72   | 42   | abundante, altamente abundante, composto                                                                                           |
| 31  | 1, 31                                    | 2    | 32   | 1    | deficiente, primo |
| 32  | 1, 2, 4, 8, 16, 32                       | 6    | 63   | 31   | deficiente, composto |
| 33  | 1, 3, 11, 33                             | 4    | 48   | 15   | deficiente, composto |
| 34  | 1, 2, 17, 34                             | 4    | 54   | 20   | deficiente, composto |
| 35  | 1, 5, 7, 35                              | 4    | 48   | 13   | deficiente, composto |
| 36  | 1, 2, 3, 4, 6, 9, 12, 18, 36             | 9    | 91   | 55   | abundante, altamente abundante, superabundante, composto, altamente composto                                                       |
| 37  | 1, 37                                    | 2    | 38   | 1    | deficiente, primo |
| 38  | 1, 2, 19, 38                             | 4    | 60   | 22   | deficiente, composto |
| 39  | 1, 3, 13, 39                             | 4    | 56   | 17   | deficiente, composto |
| 40  | 1, 2, 4, 5, 8, 10, 20, 40                | 8    | 90   | 50   | abundante, composto |
| n   | Divisores                                | d(n) | σ(n) | s(n) | Notas |
| 41  | 1, 41                                    | 2    | 42   | 1    | deficiente, primo |
| 42  | 1, 2, 3, 6, 7, 14, 21, 42                | 8    | 96   | 54   | abundante, altamente abundante, composto                                                                                           |
| 43  | 1, 43                                    | 2    | 44   | 1    | deficiente, primo |
| 44  | 1, 2, 4, 11, 22, 44                      | 6    | 84   | 40   | deficiente, composto |
| 45  | 1, 3, 5, 9, 15, 45                       | 6    | 78   | 33   | deficiente, composto |
| 46  | 1, 2, 23, 46                             | 4    | 72   | 26   | deficiente, composto |
| 47  | 1, 47                                    | 2    | 48   | 1    | deficiente, primo |
| 48  | 1, 2, 3, 4, 6, 8, 12, 16, 24, 48         | 10   | 124  | 76   | abundante, altamente abundante, superabundante, composto, altamente composto                                                       |
| 49  | 1, 7, 49                                 | 3    | 57   | 8    | deficiente, composto |
| 50  | 1, 2, 5, 10, 25, 50                      | 6    | 93   | 43   | deficiente, composto |
| 51  | 1, 3, 17, 51                             | 4    | 72   | 21   | deficiente, composto |
| 52  | 1, 2, 4, 13, 26, 52                      | 6    | 98   | 46   | deficiente, composto |
| 53  | 1, 53                                    | 2    | 54   | 1    | deficiente, primo |
| 54  | 1, 2, 3, 6, 9, 18, 27, 54                | 8    | 120  | 66   | abundante, composto |
| 55  | 1, 5, 11, 55                             | 4    | 72   | 17   | deficiente, composto |
| 56  | 1, 2, 4, 7, 8, 14, 28, 56                | 8    | 120  | 64   | abundante, composto |
| 57  | 1, 3, 19, 57                             | 4    | 80   | 23   | deficiente, composto |
| 58  | 1, 2, 29, 58                             | 4    | 90   | 32   | deficiente, composto |
| 59  | 1, 59                                    | 2    | 60   | 1    | deficiente, primo |
| 60  | 1, 2, 3, 4, 5, 6, 10, 12, 15, 20, 30, 60 | 12   | 168  | 108  | abundante, altamente abundante, superabundante, colossalmente abundante, composto, altamente composto, superior altamente composto |
| n   | Divisores                                | d(n) | σ(n) | s(n) | Notas |
| 61  | 1, 61                                    | 2    | 62   | 1    | deficiente, primo |
| 62  | 1, 2, 31, 62                             | 4    | 96   | 34   | deficiente, composto |
| 63  | 1, 3, 7, 9, 21, 63                       | 6    | 104  | 41   | deficiente, composto |
| 64  | 1, 2, 4, 8, 16, 32, 64                   | 7    | 127  | 63   | deficiente, composto |
| 65  | 1, 5, 13, 65                             | 4    | 84   | 19   | deficiente, composto |
| 66  | 1, 2, 3, 6, 11, 22, 33, 66               | 8    | 144  | 78   | abundante, composto |
| 67  | 1, 67                                    | 2    | 68   | 1    | deficiente, primo |
| 68  | 1, 2, 4, 17, 34, 68                      | 6    | 126  | 58   | deficiente, composto |
| 69  | 1, 3, 23, 69                             | 4    | 96   | 27   | deficiente, composto |
| 70  | 1, 2, 5, 7, 10, 14, 35, 70               | 8    | 144  | 74   | abundante, composto, weird |
| 71  | 1, 71                                    | 2    | 72   | 1    | deficiente, primo |
| 72  | 1, 2, 3, 4, 6, 8, 9, 12, 18, 24, 36, 72  | 12   | 195  | 123  | abundante, altamente abundante, composto                                                                                           |
| 73  | 1, 73                                    | 2    | 74   | 1    | deficiente, primo |
| 74  | 1, 2, 37, 74                             | 4    | 114  | 40   | deficiente, composto |
| 75  | 1, 3, 5, 15, 25, 75                      | 6    | 124  | 49   | deficiente, composto |
| 76  | 1, 2, 4, 19, 38, 76                      | 6    | 140  | 64   | deficiente, composto |
| 77  | 1, 7, 11, 77                             | 4    | 96   | 19   | deficiente, composto |
| 78  | 1, 2, 3, 6, 13, 26, 39, 78               | 8    | 168  | 90   | abundante, composto |
| 79  | 1, 79                                    | 2    | 80   | 1    | deficiente, primo |
| 80  | 1, 2, 4, 5, 8, 10, 16, 20, 40, 80        | 10   | 186  | 106  | abundante, composto |
| n   | Divisores                                | d(n) | σ(n) | s(n) | Notas |
| 81  | 1, 3, 9, 27, 81                          | 5    | 121  | 40   | deficiente, composto |
| 82  | 1, 2, 41, 82                             | 4    | 126  | 44   | deficiente, composto |
| 83  | 1, 83                                    | 2    | 84   | 1    | deficiente, primo |
| 84  | 1, 2, 3, 4, 6, 7, 12, 14, 21, 28, 42, 84 | 12   | 224  | 140  | abundante, altamente abundante, composto                                                                                           |
| 85  | 1, 5, 17, 85                             | 4    | 108  | 23   | deficiente, composto |
| 86  | 1, 2, 43, 86                             | 4    | 132  | 46   | deficiente, composto |
| 87  | 1, 3, 29, 87                             | 4    | 120  | 33   | deficiente, composto |
| 88  | 1, 2, 4, 8, 11, 22, 44, 88               | 8    | 180  | 92   | abundante, composto |
| 89  | 1, 89                                    | 2    | 90   | 1    | deficiente, primo |
| 90  | 1, 2, 3, 5, 6, 9, 10, 15, 18, 30, 45, 90 | 12   | 234  | 144  | abundante, altamente abundante, composto                                                                                           |
| 91  | 1, 7, 13, 91                             | 4    | 112  | 21   | deficiente, composto |
| 92  | 1, 2, 4, 23, 46, 92                      | 6    | 168  | 76   | deficiente, composto |
| 93  | 1, 3, 31, 93                             | 4    | 128  | 35   | deficiente, composto |
| 94  | 1, 2, 47, 94                             | 4    | 144  | 50   | deficiente, composto |
| 95  | 1, 5, 19, 95                             | 4    | 120  | 25   | deficiente, composto |
| 96  | 1, 2, 3, 4, 6, 8, 12, 16, 24, 32, 48, 96 | 12   | 252  | 156  | abundante, altamente abundante, composto                                                                                           |
| 97  | 1, 97                                    | 2    | 98   | 1    | deficiente, primo |
| 98  | 1, 2, 7, 14, 49, 98                      | 6    | 171  | 73   | deficiente, composto |
| 99  | 1, 3, 9, 11, 33, 99                      | 6    | 156  | 57   | deficiente, composto |
| 100 | 1, 2, 4, 5, 10, 20, 25, 50, 100          | 9    | 217  | 117  | abundante, composto |

## Divisores dos números de 101 a 200
| n   | Divisores                                                        | d(n) | σ(n) | s(n) | Notas |
| --- | ---------------------------------------------------------------- | ---- | ---- | ---- | --- |
| 101 | 1, 101                                                           | 2    | 102  | 1    | deficiente, primo |
| 102 | 1, 2, 3, 6, 17, 34, 51, 102                                      | 8    | 216  | 114  | abundante, composto |
| 103 | 1, 103                                                           | 2    | 104  | 1    | deficiente, primo |
| 104 | 1, 2, 4, 8, 13, 26, 52, 104                                      | 8    | 210  | 106  | abundante, composto |
| 105 | 1, 3, 5, 7, 15, 21, 35, 105                                      | 8    | 192  | 87   | deficiente, composto |
| 106 | 1, 2, 53, 106                                                    | 4    | 162  | 56   | deficiente, composto |
| 107 | 1, 107                                                           | 2    | 108  | 1    | deficiente, primo |
| 108 | 1, 2, 3, 4, 6, 9, 12, 18, 27, 36, 54, 108                        | 12   | 280  | 172  | abundante, altamente abundante, composto                                                                                           |
| 109 | 1, 109                                                           | 2    | 110  | 1    | deficiente, primo |
| 110 | 1, 2, 5, 10, 11, 22, 55, 110                                     | 8    | 216  | 106  | deficiente, composto |
| 111 | 1, 3, 37, 111                                                    | 4    | 152  | 41   | deficiente, composto |
| 112 | 1, 2, 4, 7, 8, 14, 16, 28, 56, 112                               | 10   | 248  | 136  | abundante, composto |
| 113 | 1, 113                                                           | 2    | 114  | 1    | deficiente, primo |
| 114 | 1, 2, 3, 6, 19, 38, 57, 114                                      | 8    | 240  | 126  | abundante, composto |
| 115 | 1, 5, 23, 115                                                    | 4    | 144  | 29   | deficiente, composto |
| 116 | 1, 2, 4, 29, 58, 116                                             | 6    | 210  | 94   | deficiente, composto |
| 117 | 1, 3, 9, 13, 39, 117                                             | 6    | 182  | 65   | deficiente, composto |
| 118 | 1, 2, 59, 118                                                    | 4    | 180  | 62   | deficiente, composto |
| 119 | 1, 7, 17, 119                                                    | 4    | 144  | 25   | deficiente, composto |
| 120 | 1, 2, 3, 4, 5, 6, 8, 10, 12, 15, 20, 24, 30, 40, 60, 120         | 16   | 360  | 240  | abundante, altamente abundante, superabundante, colossalmente abundante, composto, altamente composto, superior altamente composto |
| n   | Divisores                                                        | d(n) | σ(n) | s(n) | Notas |
| 121 | 1, 11, 121                                                       | 3    | 133  | 12   | deficiente, composto |
| 122 | 1, 2, 61, 122                                                    | 4    | 186  | 64   | deficiente, composto |
| 123 | 1, 3, 41, 123                                                    | 4    | 168  | 45   | deficiente, composto |
| 124 | 1, 2, 4, 31, 62, 124                                             | 6    | 224  | 100  | deficiente, composto |
| 125 | 1, 5, 25, 125                                                    | 4    | 156  | 31   | deficiente, composto |
| 126 | 1, 2, 3, 6, 7, 9, 14, 18, 21, 42, 63, 126                        | 12   | 312  | 186  | abundante, composto |
| 127 | 1, 127                                                           | 2    | 128  | 1    | deficiente, primo |
| 128 | 1, 2, 4, 8, 16, 32, 64, 128                                      | 8    | 255  | 127  | deficiente, composto |
| 129 | 1, 3, 43, 129                                                    | 4    | 176  | 47   | deficiente, composto |
| 130 | 1, 2, 5, 10, 13, 26, 65, 130                                     | 8    | 252  | 122  | deficiente, composto |
| 131 | 1, 131                                                           | 2    | 132  | 1    | deficiente, primo |
| 132 | 1, 2, 3, 4, 6, 11, 12, 22, 33, 44, 66, 132                       | 12   | 336  | 204  | abundante, composto |
| 133 | 1, 7, 19, 133                                                    | 4    | 160  | 27   | deficiente, composto |
| 134 | 1, 2, 67, 134                                                    | 4    | 204  | 70   | deficiente, composto |
| 135 | 1, 3, 5, 9, 15, 27, 45, 135                                      | 8    | 240  | 105  | deficiente, composto |
| 136 | 1, 2, 4, 8, 17, 34, 68, 136                                      | 8    | 270  | 134  | deficiente, composto |
| 137 | 1, 137                                                           | 2    | 138  | 1    | deficiente, primo |
| 138 | 1, 2, 3, 6, 23, 46, 69, 138                                      | 8    | 288  | 150  | abundante, composto |
| 139 | 1, 139                                                           | 2    | 140  | 1    | deficiente, primo |
| 140 | 1, 2, 4, 5, 7, 10, 14, 20, 28, 35, 70, 140                       | 12   | 336  | 196  | abundante, composto |
| n   | Divisores                                                        | d(n) | σ(n) | s(n) | Notas |
| 141 | 1, 3, 47, 141                                                    | 4    | 192  | 51   | deficiente, composto |
| 142 | 1, 2, 71, 142                                                    | 4    | 216  | 74   | deficiente, composto |
| 143 | 1, 11, 13, 143                                                   | 4    | 168  | 25   | deficiente, composto |
| 144 | 1, 2, 3, 4, 6, 8, 9, 12, 16, 18, 24, 36, 48, 72, 144             | 15   | 403  | 259  | abundante, altamente abundante, composto                                                                                           |
| 145 | 1, 5, 29, 145                                                    | 4    | 180  | 35   | deficiente, composto |
| 146 | 1, 2, 73, 146                                                    | 4    | 222  | 76   | deficiente, composto |
| 147 | 1, 3, 7, 21, 49, 147                                             | 6    | 228  | 81   | deficiente, composto |
| 148 | 1, 2, 4, 37, 74, 148                                             | 6    | 266  | 118  | deficiente, composto |
| 149 | 1, 149                                                           | 2    | 150  | 1    | deficiente, primo |
| 150 | 1, 2, 3, 5, 6, 10, 15, 25, 30, 50, 75, 150                       | 12   | 372  | 222  | abundante, composto |
| 151 | 1, 151                                                           | 2    | 152  | 1    | deficiente, primo |
| 152 | 1, 2, 4, 8, 19, 38, 76, 152                                      | 8    | 300  | 148  | deficiente, composto |
| 153 | 1, 3, 9, 17, 51, 153                                             | 6    | 234  | 81   | deficiente, composto |
| 154 | 1, 2, 7, 11, 14, 22, 77, 154                                     | 8    | 288  | 134  | deficiente, composto |
| 155 | 1, 5, 31, 155                                                    | 4    | 192  | 37   | deficiente, composto |
| 156 | 1, 2, 3, 4, 6, 12, 13, 26, 39, 52, 78, 156                       | 12   | 392  | 236  | abundante, composto |
| 157 | 1, 157                                                           | 2    | 158  | 1    | deficiente, primo |
| 158 | 1, 2, 79, 158                                                    | 4    | 240  | 82   | deficiente, composto |
| 159 | 1, 3, 53, 159                                                    | 4    | 216  | 57   | deficiente, composto |
| 160 | 1, 2, 4, 5, 8, 10, 16, 20, 32, 40, 80, 160                       | 12   | 378  | 218  | abundante, composto |
| n   | Divisores                                                        | d(n) | σ(n) | s(n) | Notas |
| 161 | 1, 7, 23, 161                                                    | 4    | 192  | 31   | deficiente, composto |
| 162 | 1, 2, 3, 6, 9, 18, 27, 54, 81, 162                               | 10   | 363  | 201  | abundante, composto |
| 163 | 1, 163                                                           | 2    | 164  | 1    | deficiente, primo |
| 164 | 1, 2, 4, 41, 82, 164                                             | 6    | 294  | 130  | deficiente, composto |
| 165 | 1, 3, 5, 11, 15, 33, 55, 165                                     | 8    | 288  | 123  | deficiente, composto |
| 166 | 1, 2, 83, 166                                                    | 4    | 252  | 86   | deficiente, composto |
| 167 | 1, 167                                                           | 2    | 168  | 1    | deficiente, primo |
| 168 | 1, 2, 3, 4, 6, 7, 8, 12, 14, 21, 24, 28, 42, 56, 84, 168         | 16   | 480  | 312  | abundante, altamente abundante, composto                                                                                           |
| 169 | 1, 13, 169                                                       | 3    | 183  | 14   | deficiente, composto |
| 170 | 1, 2, 5, 10, 17, 34, 85, 170                                     | 8    | 324  | 154  | deficiente, composto |
| 171 | 1, 3, 9, 19, 57, 171                                             | 6    | 260  | 89   | deficiente, composto |
| 172 | 1, 2, 4, 43, 86, 172                                             | 6    | 308  | 136  | deficiente, composto |
| 173 | 1, 173                                                           | 2    | 174  | 1    | deficiente, primo |
| 174 | 1, 2, 3, 6, 29, 58, 87, 174                                      | 8    | 360  | 186  | abundante, composto |
| 175 | 1, 5, 7, 25, 35, 175                                             | 6    | 248  | 73   | deficiente, composto |
| 176 | 1, 2, 4, 8, 11, 16, 22, 44, 88, 176                              | 10   | 372  | 196  | abundante, composto |
| 177 | 1, 3, 59, 177                                                    | 4    | 240  | 63   | deficiente, composto |
| 178 | 1, 2, 89, 178                                                    | 4    | 270  | 92   | deficiente, composto |
| 179 | 1, 179                                                           | 2    | 180  | 1    | deficiente, primo |
| 180 | 1, 2, 3, 4, 5, 6, 9, 10, 12, 15, 18, 20, 30, 36, 45, 60, 90, 180 | 18   | 546  | 366  | abundante, altamente abundante, superabundante, composto, altamente composto                                                       |
| n   | Divisores                                                        | d(n) | σ(n) | s(n) | Notas |
| 181 | 1, 181                                                           | 2    | 182  | 1    | deficiente, primo |
| 182 | 1, 2, 7, 13, 14, 26, 91, 182                                     | 8    | 336  | 154  | deficiente, composto |
| 183 | 1, 3, 61, 183                                                    | 4    | 248  | 65   | deficiente, composto |
| 184 | 1, 2, 4, 8, 23, 46, 92, 184                                      | 8    | 360  | 176  | deficiente, composto |
| 185 | 1, 5, 37, 185                                                    | 4    | 228  | 43   | deficiente, composto |
| 186 | 1, 2, 3, 6, 31, 62, 93, 186                                      | 8    | 384  | 198  | abundante, composto |
| 187 | 1, 11, 17, 187                                                   | 4    | 216  | 29   | deficiente, composto |
| 188 | 1, 2, 4, 47, 94, 188                                             | 6    | 336  | 148  | deficiente, composto |
| 189 | 1, 3, 7, 9, 21, 27, 63, 189                                      | 8    | 320  | 131  | deficiente, composto |
| 190 | 1, 2, 5, 10, 19, 38, 95, 190                                     | 8    | 360  | 170  | deficiente, composto |
| 191 | 1, 191                                                           | 2    | 192  | 1    | deficiente, primo |
| 192 | 1, 2, 3, 4, 6, 8, 12, 16, 24, 32, 48, 64, 96, 192                | 14   | 508  | 316  | abundante, composto |
| 193 | 1, 193                                                           | 2    | 194  | 1    | deficiente, primo |
| 194 | 1, 2, 97, 194                                                    | 4    | 294  | 100  | deficiente, composto |
| 195 | 1, 3, 5, 13, 15, 39, 65, 195                                     | 8    | 336  | 141  | deficiente, composto |
| 196 | 1, 2, 4, 7, 14, 28, 49, 98, 196                                  | 9    | 399  | 203  | abundante, composto |
| 197 | 1, 197                                                           | 2    | 198  | 1    | deficiente, primo |
| 198 | 1, 2, 3, 6, 9, 11, 18, 22, 33, 66, 99, 198                       | 12   | 468  | 270  | abundante, composto |
| 199 | 1, 199                                                           | 2    | 200  | 1    | deficiente, primo |
| 200 | 1, 2, 4, 5, 8, 10, 20, 25, 40, 50, 100, 200                      | 12   | 465  | 265  | abundante, composto |

## Divisores dos números de 201 a 300
| n   | Divisores                                                                 | d(n) | σ(n) | s(n) | Notas                                                                        |
| --- | ------------------------------------------------------------------------- | ---- | ---- | ---- | ---------------------------------------------------------------------------- |
| 201 | 1, 3, 67, 201                                                             | 4    | 272  | 71   | deficiente, composto                                                         |
| 202 | 1, 2, 101, 202                                                            | 4    | 306  | 104  | deficiente, composto                                                         |
| 203 | 1, 7, 29, 203                                                             | 4    | 240  | 37   | deficiente, composto                                                         |
| 204 | 1, 2, 3, 4, 6, 12, 17, 34, 51, 68, 102, 204                               | 12   | 504  | 300  | abundante, composto                                                          |
| 205 | 1, 5, 41, 205                                                             | 4    | 252  | 47   | deficiente, composto                                                         |
| 206 | 1, 2, 103, 206                                                            | 4    | 312  | 106  | deficiente, composto                                                         |
| 207 | 1, 3, 9, 23, 69, 207                                                      | 6    | 312  | 105  | deficiente, composto                                                         |
| 208 | 1, 2, 4, 8, 13, 16, 26, 52, 104, 208                                      | 10   | 434  | 226  | abundante, composto                                                          |
| 209 | 1, 11, 19, 209                                                            | 4    | 240  | 31   | deficiente, composto                                                         |
| 210 | 1, 2, 3, 5, 6, 7, 10, 14, 15, 21, 30, 35, 42, 70, 105, 210                | 16   | 576  | 366  | abundante, altamente abundante, composto                                     |
| 211 | 1, 211                                                                    | 2    | 212  | 1    | deficiente, primo                                                            |
| 212 | 1, 2, 4, 53, 106, 212                                                     | 6    | 378  | 166  | deficiente, composto                                                         |
| 213 | 1, 3, 71, 213                                                             | 4    | 288  | 75   | deficiente, composto                                                         |
| 214 | 1, 2, 107, 214                                                            | 4    | 324  | 110  | deficiente, composto                                                         |
| 215 | 1, 5, 43, 215                                                             | 4    | 264  | 49   | deficiente, composto                                                         |
| 216 | 1, 2, 3, 4, 6, 8, 9, 12, 18, 24, 27, 36, 54, 72, 108, 216                 | 16   | 600  | 384  | abundante, altamente abundante, composto                                     |
| 217 | 1, 7, 31, 217                                                             | 4    | 256  | 39   | deficiente, composto                                                         |
| 218 | 1, 2, 109, 218                                                            | 4    | 330  | 112  | deficiente, composto                                                         |
| 219 | 1, 3, 73, 219                                                             | 4    | 296  | 77   | deficiente, composto                                                         |
| 220 | 1, 2, 4, 5, 10, 11, 20, 22, 44, 55, 110, 220                              | 12   | 504  | 284  | abundante, amicable, composto                                                |
| n   | Divisores                                                                 | d(n) | σ(n) | s(n) | Notas                                                                        |
| 221 | 1, 13, 17, 221                                                            | 4    | 252  | 31   | deficiente, composto                                                         |
| 222 | 1, 2, 3, 6, 37, 74, 111, 222                                              | 8    | 456  | 234  | abundante, composto                                                          |
| 223 | 1, 223                                                                    | 2    | 224  | 1    | deficiente, primo                                                            |
| 224 | 1, 2, 4, 7, 8, 14, 16, 28, 32, 56, 112, 224                               | 12   | 504  | 280  | abundante, composto                                                          |
| 225 | 1, 3, 5, 9, 15, 25, 45, 75, 225                                           | 9    | 403  | 178  | deficiente, composto                                                         |
| 226 | 1, 2, 113, 226                                                            | 4    | 342  | 116  | deficiente, composto                                                         |
| 227 | 1, 227                                                                    | 2    | 228  | 1    | deficiente, primo                                                            |
| 228 | 1, 2, 3, 4, 6, 12, 19, 38, 57, 76, 114, 228                               | 12   | 560  | 332  | abundante, composto                                                          |
| 229 | 1, 229                                                                    | 2    | 230  | 1    | deficiente, primo                                                            |
| 230 | 1, 2, 5, 10, 23, 46, 115, 230                                             | 8    | 432  | 202  | deficiente, composto                                                         |
| 231 | 1, 3, 7, 11, 21, 33, 77, 231                                              | 8    | 384  | 153  | deficiente, composto                                                         |
| 232 | 1, 2, 4, 8, 29, 58, 116, 232                                              | 8    | 450  | 218  | deficiente, composto                                                         |
| 233 | 1, 233                                                                    | 2    | 234  | 1    | deficiente, primo                                                            |
| 234 | 1, 2, 3, 6, 9, 13, 18, 26, 39, 78, 117, 234                               | 12   | 546  | 312  | abundante, composto                                                          |
| 235 | 1, 5, 47, 235                                                             | 4    | 288  | 53   | deficiente, composto                                                         |
| 236 | 1, 2, 4, 59, 118, 236                                                     | 6    | 420  | 184  | deficiente, composto                                                         |
| 237 | 1, 3, 79, 237                                                             | 4    | 320  | 83   | deficiente, composto                                                         |
| 238 | 1, 2, 7, 14, 17, 34, 119, 238                                             | 8    | 432  | 194  | deficiente, composto                                                         |
| 239 | 1, 239                                                                    | 2    | 240  | 1    | deficiente, primo                                                            |
| 240 | 1, 2, 3, 4, 5, 6, 8, 10, 12, 15, 16, 20, 24, 30, 40, 48, 60, 80, 120, 240 | 20   | 744  | 504  | abundante, altamente abundante, superabundante, composto, altamente composto |
| n   | Divisores                                                                 | d(n) | σ(n) | s(n) | Notas                                                                        |
| 241 | 1, 241                                                                    | 2    | 242  | 1    | deficiente, primo                                                            |
| 242 | 1, 2, 11, 22, 121, 242                                                    | 6    | 399  | 157  | deficiente, composto                                                         |
| 243 | 1, 3, 9, 27, 81, 243                                                      | 6    | 364  | 121  | deficiente, composto                                                         |
| 244 | 1, 2, 4, 61, 122, 244                                                     | 6    | 434  | 190  | deficiente, composto                                                         |
| 245 | 1, 5, 7, 35, 49, 245                                                      | 6    | 342  | 97   | deficiente, composto                                                         |
| 246 | 1, 2, 3, 6, 41, 82, 123, 246                                              | 8    | 504  | 258  | abundante, composto                                                          |
| 247 | 1, 13, 19, 247                                                            | 4    | 280  | 33   | deficiente, composto                                                         |
| 248 | 1, 2, 4, 8, 31, 62, 124, 248                                              | 8    | 480  | 232  | deficiente, composto                                                         |
| 249 | 1, 3, 83, 249                                                             | 4    | 336  | 87   | deficiente, composto                                                         |
| 250 | 1, 2, 5, 10, 25, 50, 125, 250                                             | 8    | 468  | 218  | deficiente, composto                                                         |
| 251 | 1, 251                                                                    | 2    | 252  | 1    | deficiente, primo                                                            |
| 252 | 1, 2, 3, 4, 6, 7, 9, 12, 14, 18, 21, 28, 36, 42, 63, 84, 126, 252         | 18   | 728  | 476  | abundante, composto                                                          |
| 253 | 1, 11, 23, 253                                                            | 4    | 288  | 35   | deficiente, composto                                                         |
| 254 | 1, 2, 127, 254                                                            | 4    | 384  | 130  | deficiente, composto                                                         |
| 255 | 1, 3, 5, 15, 17, 51, 85, 255                                              | 8    | 432  | 177  | deficiente, composto                                                         |
| 256 | 1, 2, 4, 8, 16, 32, 64, 128, 256                                          | 9    | 511  | 255  | deficiente, composto                                                         |
| 257 | 1, 257                                                                    | 2    | 258  | 1    | deficiente, primo                                                            |
| 258 | 1, 2, 3, 6, 43, 86, 129, 258                                              | 8    | 528  | 270  | abundante, composto                                                          |
| 259 | 1, 7, 37, 259                                                             | 4    | 304  | 45   | deficiente, composto                                                         |
| 260 | 1, 2, 4, 5, 10, 13, 20, 26, 52, 65, 130, 260                              | 12   | 588  | 328  | abundante, composto                                                          |
| n   | Divisores                                                                 | d(n) | σ(n) | s(n) | Notas                                                                        |
| 261 | 1, 3, 9, 29, 87, 261                                                      | 6    | 390  | 129  | deficiente, composto                                                         |
| 262 | 1, 2, 131, 262                                                            | 4    | 396  | 134  | deficiente, composto                                                         |
| 263 | 1, 263                                                                    | 2    | 264  | 1    | deficiente, primo                                                            |
| 264 | 1, 2, 3, 4, 6, 8, 11, 12, 22, 24, 33, 44, 66, 88, 132, 264                | 16   | 720  | 456  | abundante, composto                                                          |
| 265 | 1, 5, 53, 265                                                             | 4    | 324  | 59   | deficiente, composto                                                         |
| 266 | 1, 2, 7, 14, 19, 38, 133, 266                                             | 8    | 480  | 214  | deficiente, composto                                                         |
| 267 | 1, 3, 89, 267                                                             | 4    | 360  | 93   | deficiente, composto                                                         |
| 268 | 1, 2, 4, 67, 134, 268                                                     | 6    | 476  | 208  | deficiente, composto                                                         |
| 269 | 1, 269                                                                    | 2    | 270  | 1    | deficiente, primo                                                            |
| 270 | 1, 2, 3, 5, 6, 9, 10, 15, 18, 27, 30, 45, 54, 90, 135, 270                | 16   | 720  | 450  | abundante, composto                                                          |
| 271 | 1, 271                                                                    | 2    | 272  | 1    | deficiente, primo                                                            |
| 272 | 1, 2, 4, 8, 16, 17, 34, 68, 136, 272                                      | 10   | 558  | 286  | abundante, composto                                                          |
| 273 | 1, 3, 7, 13, 21, 39, 91, 273                                              | 8    | 448  | 175  | deficiente, composto                                                         |
| 274 | 1, 2, 137, 274                                                            | 4    | 414  | 140  | deficiente, composto                                                         |
| 275 | 1, 5, 11, 25, 55, 275                                                     | 6    | 372  | 97   | deficiente, composto                                                         |
| 276 | 1, 2, 3, 4, 6, 12, 23, 46, 69, 92, 138, 276                               | 12   | 672  | 396  | abundante, composto                                                          |
| 277 | 1, 277                                                                    | 2    | 278  | 1    | deficiente, primo                                                            |
| 278 | 1, 2, 139, 278                                                            | 4    | 420  | 142  | deficiente, composto                                                         |
| 279 | 1, 3, 9, 31, 93, 279                                                      | 6    | 416  | 137  | deficiente, composto                                                         |
| 280 | 1, 2, 4, 5, 7, 8, 10, 14, 20, 28, 35, 40, 56, 70, 140, 280                | 16   | 720  | 440  | abundante, composto                                                          |
| n   | Divisores                                                                 | d(n) | σ(n) | s(n) | Notas                                                                        |
| 281 | 1, 281                                                                    | 2    | 282  | 1    | deficiente, primo                                                            |
| 282 | 1, 2, 3, 6, 47, 94, 141, 282                                              | 8    | 576  | 294  | abundante, composto                                                          |
| 283 | 1, 283                                                                    | 2    | 284  | 1    | deficiente, primo                                                            |
| 284 | 1, 2, 4, 71, 142, 284                                                     | 6    | 504  | 220  | deficiente, amicable, composto                                               |
| 285 | 1, 3, 5, 15, 19, 57, 95, 285                                              | 8    | 480  | 195  | deficiente, composto                                                         |
| 286 | 1, 2, 11, 13, 22, 26, 143, 286                                            | 8    | 504  | 218  | deficiente, composto                                                         |
| 287 | 1, 7, 41, 287                                                             | 4    | 336  | 49   | deficiente, composto                                                         |
| 288 | 1, 2, 3, 4, 6, 8, 9, 12, 16, 18, 24, 32, 36, 48, 72, 96, 144, 288         | 18   | 819  | 531  | abundante, altamente abundante, composto                                     |
| 289 | 1, 17, 289                                                                | 3    | 307  | 18   | deficiente, composto                                                         |
| 290 | 1, 2, 5, 10, 29, 58, 145, 290                                             | 8    | 540  | 250  | deficiente, composto                                                         |
| 291 | 1, 3, 97, 291                                                             | 4    | 392  | 101  | deficiente, composto                                                         |
| 292 | 1, 2, 4, 73, 146, 292                                                     | 6    | 518  | 226  | deficiente, composto                                                         |
| 293 | 1, 293                                                                    | 2    | 294  | 1    | deficiente, primo                                                            |
| 294 | 1, 2, 3, 6, 7, 14, 21, 42, 49, 98, 147, 294                               | 12   | 684  | 390  | abundante, composto                                                          |
| 295 | 1, 5, 59, 295                                                             | 4    | 360  | 65   | deficiente, composto                                                         |
| 296 | 1, 2, 4, 8, 37, 74, 148, 296                                              | 8    | 570  | 274  | deficiente, composto                                                         |
| 297 | 1, 3, 9, 11, 27, 33, 99, 297                                              | 8    | 480  | 183  | deficiente, composto                                                         |
| 298 | 1, 2, 149, 298                                                            | 4    | 450  | 152  | deficiente, composto                                                         |
| 299 | 1, 13, 23, 299                                                            | 4    | 336  | 37   | deficiente, composto                                                         |
| 300 | 1, 2, 3, 4, 5, 6, 10, 12, 15, 20, 25, 30, 50, 60, 75, 100, 150, 300       | 18   | 868  | 568  | abundante, altamente abundante, composto                                     |

## Divisores dos números de 301 a 400
| n   | Divisores                                                                                 | d(n) | σ(n) | s(n) | Notas |
| --- | ----------------------------------------------------------------------------------------- | ---- | ---- | ---- | --- |
| 301 | 1, 7, 43, 301                                                                             | 4    | 352  | 51   | deficiente, composto |
| 302 | 1, 2, 151, 302                                                                            | 4    | 456  | 154  | deficiente, composto |
| 303 | 1, 3, 101, 303                                                                            | 4    | 408  | 105  | deficiente, composto |
| 304 | 1, 2, 4, 8, 16, 19, 38, 76, 152, 304                                                      | 10   | 620  | 316  | abundante, composto |
| 305 | 1, 5, 61, 305                                                                             | 4    | 372  | 67   | deficiente, composto |
| 306 | 1, 2, 3, 6, 9, 17, 18, 34, 51, 102, 153, 306                                              | 12   | 702  | 396  | abundante, composto |
| 307 | 1, 307                                                                                    | 2    | 308  | 1    | deficiente, primo |
| 308 | 1, 2, 4, 7, 11, 14, 22, 28, 44, 77, 154, 308                                              | 12   | 672  | 364  | abundante, composto |
| 309 | 1, 3, 103, 309                                                                            | 4    | 416  | 107  | deficiente, composto |
| 310 | 1, 2, 5, 10, 31, 62, 155, 310                                                             | 8    | 576  | 266  | deficiente, composto |
| 311 | 1, 311                                                                                    | 2    | 312  | 1    | deficiente, primo |
| 312 | 1, 2, 3, 4, 6, 8, 12, 13, 24, 26, 39, 52, 78, 104, 156, 312                               | 16   | 840  | 528  | abundante, composto |
| 313 | 1, 313                                                                                    | 2    | 314  | 1    | deficiente, primo |
| 314 | 1, 2, 157, 314                                                                            | 4    | 474  | 160  | deficiente, composto |
| 315 | 1, 3, 5, 7, 9, 15, 21, 35, 45, 63, 105, 315                                               | 12   | 624  | 309  | deficiente, composto |
| 316 | 1, 2, 4, 79, 158, 316                                                                     | 6    | 560  | 244  | deficiente, composto |
| 317 | 1, 317                                                                                    | 2    | 318  | 1    | deficiente, primo |
| 318 | 1, 2, 3, 6, 53, 106, 159, 318                                                             | 8    | 648  | 330  | abundante, composto |
| 319 | 1, 11, 29, 319                                                                            | 4    | 360  | 41   | deficiente, composto |
| 320 | 1, 2, 4, 5, 8, 10, 16, 20, 32, 40, 64, 80, 160, 320                                       | 14   | 762  | 442  | abundante, composto |
| n   | Divisores                                                                                 | d(n) | σ(n) | s(n) | Notas |
| 321 | 1, 3, 107, 321                                                                            | 4    | 432  | 111  | deficiente, composto |
| 322 | 1, 2, 7, 14, 23, 46, 161, 322                                                             | 8    | 576  | 254  | deficiente, composto |
| 323 | 1, 17, 19, 323                                                                            | 4    | 360  | 37   | deficiente, composto |
| 324 | 1, 2, 3, 4, 6, 9, 12, 18, 27, 36, 54, 81, 108, 162, 324                                   | 15   | 847  | 523  | abundante, composto |
| 325 | 1, 5, 13, 25, 65, 325                                                                     | 6    | 434  | 109  | deficiente, composto |
| 326 | 1, 2, 163, 326                                                                            | 4    | 492  | 166  | deficiente, composto |
| 327 | 1, 3, 109, 327                                                                            | 4    | 440  | 113  | deficiente, composto |
| 328 | 1, 2, 4, 8, 41, 82, 164, 328                                                              | 8    | 630  | 302  | deficiente, composto |
| 329 | 1, 7, 47, 329                                                                             | 4    | 384  | 55   | deficiente, composto |
| 330 | 1, 2, 3, 5, 6, 10, 11, 15, 22, 30, 33, 55, 66, 110, 165, 330                              | 16   | 864  | 534  | abundante, composto |
| 331 | 1, 331                                                                                    | 2    | 332  | 1    | deficiente, primo |
| 332 | 1, 2, 4, 83, 166, 332                                                                     | 6    | 588  | 256  | deficiente, composto |
| 333 | 1, 3, 9, 37, 111, 333                                                                     | 6    | 494  | 161  | deficiente, composto |
| 334 | 1, 2, 167, 334                                                                            | 4    | 504  | 170  | deficiente, composto |
| 335 | 1, 5, 67, 335                                                                             | 4    | 408  | 73   | deficiente, composto |
| 336 | 1, 2, 3, 4, 6, 7, 8, 12, 14, 16, 21, 24, 28, 42, 48, 56, 84, 112, 168, 336                | 20   | 992  | 656  | abundante, altamente abundante, composto                                                                                           |
| 337 | 1, 337                                                                                    | 2    | 338  | 1    | deficiente, primo |
| 338 | 1, 2, 13, 26, 169, 338                                                                    | 6    | 549  | 211  | deficiente, composto |
| 339 | 1, 3, 113, 339                                                                            | 4    | 456  | 117  | deficiente, composto |
| 340 | 1, 2, 4, 5, 10, 17, 20, 34, 68, 85, 170, 340                                              | 12   | 756  | 416  | abundante, composto |
| n   | Divisores                                                                                 | d(n) | σ(n) | s(n) | Notas |
| 341 | 1, 11, 31, 341                                                                            | 4    | 384  | 43   | deficiente, composto |
| 342 | 1, 2, 3, 6, 9, 18, 19, 38, 57, 114, 171, 342                                              | 12   | 780  | 438  | abundante, composto |
| 343 | 1, 7, 49, 343                                                                             | 4    | 400  | 57   | deficiente, composto |
| 344 | 1, 2, 4, 8, 43, 86, 172, 344                                                              | 8    | 660  | 316  | deficiente, composto |
| 345 | 1, 3, 5, 15, 23, 69, 115, 345                                                             | 8    | 576  | 231  | deficiente, composto |
| 346 | 1, 2, 173, 346                                                                            | 4    | 522  | 176  | deficiente, composto |
| 347 | 1, 347                                                                                    | 2    | 348  | 1    | deficiente, primo |
| 348 | 1, 2, 3, 4, 6, 12, 29, 58, 87, 116, 174, 348                                              | 12   | 840  | 492  | abundante, composto |
| 349 | 1, 349                                                                                    | 2    | 350  | 1    | deficiente, primo |
| 350 | 1, 2, 5, 7, 10, 14, 25, 35, 50, 70, 175, 350                                              | 12   | 744  | 394  | abundante, composto |
| 351 | 1, 3, 9, 13, 27, 39, 117, 351                                                             | 8    | 560  | 209  | deficiente, composto |
| 352 | 1, 2, 4, 8, 11, 16, 22, 32, 44, 88, 176, 352                                              | 12   | 756  | 404  | abundante, composto |
| 353 | 1, 353                                                                                    | 2    | 354  | 1    | deficiente, primo |
| 354 | 1, 2, 3, 6, 59, 118, 177, 354                                                             | 8    | 720  | 366  | abundante, composto |
| 355 | 1, 5, 71, 355                                                                             | 4    | 432  | 77   | deficiente, composto |
| 356 | 1, 2, 4, 89, 178, 356                                                                     | 6    | 630  | 274  | deficiente, composto |
| 357 | 1, 3, 7, 17, 21, 51, 119, 357                                                             | 8    | 576  | 219  | deficiente, composto |
| 358 | 1, 2, 179, 358                                                                            | 4    | 540  | 182  | deficiente, composto |
| 359 | 1, 359                                                                                    | 2    | 360  | 1    | deficiente, primo |
| 360 | 1, 2, 3, 4, 5, 6, 8, 9, 10, 12, 15, 18, 20, 24, 30, 36, 40, 45, 60, 72, 90, 120, 180, 360 | 24   | 1170 | 810  | abundante, altamente abundante, superabundante, colossalmente abundante, composto, altamente composto, superior altamente composto |
| n   | Divisores                                                                                 | d(n) | σ(n) | s(n) | Notas |
| 361 | 1, 19, 361                                                                                | 3    | 381  | 20   | deficiente, composto |
| 362 | 1, 2, 181, 362                                                                            | 4    | 546  | 184  | deficiente, composto |
| 363 | 1, 3, 11, 33, 121, 363                                                                    | 6    | 532  | 169  | deficiente, composto |
| 364 | 1, 2, 4, 7, 13, 14, 26, 28, 52, 91, 182, 364                                              | 12   | 784  | 420  | abundante, composto |
| 365 | 1, 5, 73, 365                                                                             | 4    | 444  | 79   | deficiente, composto |
| 366 | 1, 2, 3, 6, 61, 122, 183, 366                                                             | 8    | 744  | 378  | abundante, composto |
| 367 | 1, 367                                                                                    | 2    | 368  | 1    | deficiente, primo |
| 368 | 1, 2, 4, 8, 16, 23, 46, 92, 184, 368                                                      | 10   | 744  | 376  | abundante, composto |
| 369 | 1, 3, 9, 41, 123, 369                                                                     | 6    | 546  | 177  | deficiente, composto |
| 370 | 1, 2, 5, 10, 37, 74, 185, 370                                                             | 8    | 684  | 314  | deficiente, composto |
| 371 | 1, 7, 53, 371                                                                             | 4    | 432  | 61   | deficiente, composto |
| 372 | 1, 2, 3, 4, 6, 12, 31, 62, 93, 124, 186, 372                                              | 12   | 896  | 524  | abundante, composto |
| 373 | 1, 373                                                                                    | 2    | 374  | 1    | deficiente, primo |
| 374 | 1, 2, 11, 17, 22, 34, 187, 374                                                            | 8    | 648  | 274  | deficiente, composto |
| 375 | 1, 3, 5, 15, 25, 75, 125, 375                                                             | 8    | 624  | 249  | deficiente, composto |
| 376 | 1, 2, 4, 8, 47, 94, 188, 376                                                              | 8    | 720  | 344  | deficiente, composto |
| 377 | 1, 13, 29, 377                                                                            | 4    | 420  | 43   | deficiente, composto |
| 378 | 1, 2, 3, 6, 7, 9, 14, 18, 21, 27, 42, 54, 63, 126, 189, 378                               | 16   | 960  | 582  | abundante, composto |
| 379 | 1, 379                                                                                    | 2    | 380  | 1    | deficiente, primo |
| 380 | 1, 2, 4, 5, 10, 19, 20, 38, 76, 95, 190, 380                                              | 12   | 840  | 460  | abundante, composto |
| n   | Divisores                                                                                 | d(n) | σ(n) | s(n) | Notas |
| 381 | 1, 3, 127, 381                                                                            | 4    | 512  | 131  | deficiente, composto |
| 382 | 1, 2, 191, 382                                                                            | 4    | 576  | 194  | deficiente, composto |
| 383 | 1, 383                                                                                    | 2    | 384  | 1    | deficiente, primo |
| 384 | 1, 2, 3, 4, 6, 8, 12, 16, 24, 32, 48, 64, 96, 128, 192, 384                               | 16   | 1020 | 636  | abundante, composto |
| 385 | 1, 5, 7, 11, 35, 55, 77, 385                                                              | 8    | 576  | 191  | deficiente, composto |
| 386 | 1, 2, 193, 386                                                                            | 4    | 582  | 196  | deficiente, composto |
| 387 | 1, 3, 9, 43, 129, 387                                                                     | 6    | 572  | 185  | deficiente, composto |
| 388 | 1, 2, 4, 97, 194, 388                                                                     | 6    | 686  | 298  | deficiente, composto |
| 389 | 1, 389                                                                                    | 2    | 390  | 1    | deficiente, primo |
| 390 | 1, 2, 3, 5, 6, 10, 13, 15, 26, 30, 39, 65, 78, 130, 195, 390                              | 16   | 1008 | 618  | abundante, composto |
| 391 | 1, 17, 23, 391                                                                            | 4    | 432  | 41   | deficiente, composto |
| 392 | 1, 2, 4, 7, 8, 14, 28, 49, 56, 98, 196, 392                                               | 12   | 855  | 463  | abundante, composto |
| 393 | 1, 3, 131, 393                                                                            | 4    | 528  | 135  | deficiente, composto |
| 394 | 1, 2, 197, 394                                                                            | 4    | 594  | 200  | deficiente, composto |
| 395 | 1, 5, 79, 395                                                                             | 4    | 480  | 85   | deficiente, composto |
| 396 | 1, 2, 3, 4, 6, 9, 11, 12, 18, 22, 33, 36, 44, 66, 99, 132, 198, 396                       | 18   | 1092 | 696  | abundante, composto |
| 397 | 1, 397                                                                                    | 2    | 398  | 1    | deficiente, primo |
| 398 | 1, 2, 199, 398                                                                            | 4    | 600  | 202  | deficiente, composto |
| 399 | 1, 3, 7, 19, 21, 57, 133, 399                                                             | 8    | 640  | 241  | deficiente, composto |
| 400 | 1, 2, 4, 5, 8, 10, 16, 20, 25, 40, 50, 80, 100, 200, 400                                  | 15   | 961  | 561  | abundante, composto |

## Divisores dos números de 401 a 500
| n   | Divisores                                                                                   | d(n) | σ(n) | s(n) | Notas                                    |
| --- | ------------------------------------------------------------------------------------------- | ---- | ---- | ---- | ---------------------------------------- |
| 401 | 1, 401                                                                                      | 2    | 402  | 1    | deficiente, primo                        |
| 402 | 1, 2, 3, 6, 67, 134, 201, 402                                                               | 8    | 816  | 414  | abundante, composto                      |
| 403 | 1, 13, 31, 403                                                                              | 4    | 448  | 45   | deficiente, composto                     |
| 404 | 1, 2, 4, 101, 202, 404                                                                      | 6    | 714  | 310  | deficiente, composto                     |
| 405 | 1, 3, 5, 9, 15, 27, 45, 81, 135, 405                                                        | 10   | 726  | 321  | deficiente, composto                     |
| 406 | 1, 2, 7, 14, 29, 58, 203, 406                                                               | 8    | 720  | 314  | deficiente, composto                     |
| 407 | 1, 11, 37, 407                                                                              | 4    | 456  | 49   | deficiente, composto                     |
| 408 | 1, 2, 3, 4, 6, 8, 12, 17, 24, 34, 51, 68, 102, 136, 204, 408                                | 16   | 1080 | 672  | abundante, composto                      |
| 409 | 1, 409                                                                                      | 2    | 410  | 1    | deficiente, primo                        |
| 410 | 1, 2, 5, 10, 41, 82, 205, 410                                                               | 8    | 756  | 346  | deficiente, composto                     |
| 411 | 1, 3, 137, 411                                                                              | 4    | 552  | 141  | deficiente, composto                     |
| 412 | 1, 2, 4, 103, 206, 412                                                                      | 6    | 728  | 316  | deficiente, composto                     |
| 413 | 1, 7, 59, 413                                                                               | 4    | 480  | 67   | deficiente, composto                     |
| 414 | 1, 2, 3, 6, 9, 18, 23, 46, 69, 138, 207, 414                                                | 12   | 936  | 522  | abundante, composto                      |
| 415 | 1, 5, 83, 415                                                                               | 4    | 504  | 89   | deficiente, composto                     |
| 416 | 1, 2, 4, 8, 13, 16, 26, 32, 52, 104, 208, 416                                               | 12   | 882  | 466  | abundante, composto                      |
| 417 | 1, 3, 139, 417                                                                              | 4    | 560  | 143  | deficiente, composto                     |
| 418 | 1, 2, 11, 19, 22, 38, 209, 418                                                              | 8    | 720  | 302  | deficiente, composto                     |
| 419 | 1, 419                                                                                      | 2    | 420  | 1    | deficiente, primo                        |
| 420 | 1, 2, 3, 4, 5, 6, 7, 10, 12, 14, 15, 20, 21, 28, 30, 35, 42, 60, 70, 84, 105, 140, 210, 420 | 24   | 1344 | 924  | abundante, altamente abundante, composto |
| n   | Divisores                                                                                   | d(n) | σ(n) | s(n) | Notas                                    |
| 421 | 1, 421                                                                                      | 2    | 422  | 1    | deficiente, primo                        |
| 422 | 1, 2, 211, 422                                                                              | 4    | 636  | 214  | deficiente, composto                     |
| 423 | 1, 3, 9, 47, 141, 423                                                                       | 6    | 624  | 201  | deficiente, composto                     |
| 424 | 1, 2, 4, 8, 53, 106, 212, 424                                                               | 8    | 810  | 386  | deficiente, composto                     |
| 425 | 1, 5, 17, 25, 85, 425                                                                       | 6    | 558  | 133  | deficiente, composto                     |
| 426 | 1, 2, 3, 6, 71, 142, 213, 426                                                               | 8    | 864  | 438  | abundante, composto                      |
| 427 | 1, 7, 61, 427                                                                               | 4    | 496  | 69   | deficiente, composto                     |
| 428 | 1, 2, 4, 107, 214, 428                                                                      | 6    | 756  | 328  | deficiente, composto                     |
| 429 | 1, 3, 11, 13, 33, 39, 143, 429                                                              | 8    | 672  | 243  | deficiente, composto                     |
| 430 | 1, 2, 5, 10, 43, 86, 215, 430                                                               | 8    | 792  | 362  | deficiente, composto                     |
| 431 | 1, 431                                                                                      | 2    | 432  | 1    | deficiente, primo                        |
| 432 | 1, 2, 3, 4, 6, 8, 9, 12, 16, 18, 24, 27, 36, 48, 54, 72, 108, 144, 216, 432                 | 20   | 1240 | 808  | abundante, composto                      |
| 433 | 1, 433                                                                                      | 2    | 434  | 1    | deficiente, primo                        |
| 434 | 1, 2, 7, 14, 31, 62, 217, 434                                                               | 8    | 768  | 334  | deficiente, composto                     |
| 435 | 1, 3, 5, 15, 29, 87, 145, 435                                                               | 8    | 720  | 285  | deficiente, composto                     |
| 436 | 1, 2, 4, 109, 218, 436                                                                      | 6    | 770  | 334  | deficiente, composto                     |
| 437 | 1, 19, 23, 437                                                                              | 4    | 480  | 43   | deficiente, composto                     |
| 438 | 1, 2, 3, 6, 73, 146, 219, 438                                                               | 8    | 888  | 450  | abundante, composto                      |
| 439 | 1, 439                                                                                      | 2    | 440  | 1    | deficiente, primo                        |
| 440 | 1, 2, 4, 5, 8, 10, 11, 20, 22, 40, 44, 55, 88, 110, 220, 440                                | 16   | 1080 | 640  | abundante, composto                      |
| n   | Divisores                                                                                   | d(n) | σ(n) | s(n) | Notas                                    |
| 441 | 1, 3, 7, 9, 21, 49, 63, 147, 441                                                            | 9    | 741  | 300  | deficiente, composto                     |
| 442 | 1, 2, 13, 17, 26, 34, 221, 442                                                              | 8    | 756  | 314  | deficiente, composto                     |
| 443 | 1, 443                                                                                      | 2    | 444  | 1    | deficiente, primo                        |
| 444 | 1, 2, 3, 4, 6, 12, 37, 74, 111, 148, 222, 444                                               | 12   | 1064 | 620  | abundante, composto                      |
| 445 | 1, 5, 89, 445                                                                               | 4    | 540  | 95   | deficiente, composto                     |
| 446 | 1, 2, 223, 446                                                                              | 4    | 672  | 226  | deficiente, composto                     |
| 447 | 1, 3, 149, 447                                                                              | 4    | 600  | 153  | deficiente, composto                     |
| 448 | 1, 2, 4, 7, 8, 14, 16, 28, 32, 56, 64, 112, 224, 448                                        | 14   | 1016 | 568  | abundante, composto                      |
| 449 | 1, 449                                                                                      | 2    | 450  | 1    | deficiente, primo                        |
| 450 | 1, 2, 3, 5, 6, 9, 10, 15, 18, 25, 30, 45, 50, 75, 90, 150, 225, 450                         | 18   | 1209 | 759  | abundante, composto                      |
| 451 | 1, 11, 41, 451                                                                              | 4    | 504  | 53   | deficiente, composto                     |
| 452 | 1, 2, 4, 113, 226, 452                                                                      | 6    | 798  | 346  | deficiente, composto                     |
| 453 | 1, 3, 151, 453                                                                              | 4    | 608  | 155  | deficiente, composto                     |
| 454 | 1, 2, 227, 454                                                                              | 4    | 684  | 230  | deficiente, composto                     |
| 455 | 1, 5, 7, 13, 35, 65, 91, 455                                                                | 8    | 672  | 217  | deficiente, composto                     |
| 456 | 1, 2, 3, 4, 6, 8, 12, 19, 24, 38, 57, 76, 114, 152, 228, 456                                | 16   | 1200 | 744  | abundante, composto                      |
| 457 | 1, 457                                                                                      | 2    | 458  | 1    | deficiente, primo                        |
| 458 | 1, 2, 229, 458                                                                              | 4    | 690  | 232  | deficiente, composto                     |
| 459 | 1, 3, 9, 17, 27, 51, 153, 459                                                               | 8    | 720  | 261  | deficiente, composto                     |
| 460 | 1, 2, 4, 5, 10, 20, 23, 46, 92, 115, 230, 460                                               | 12   | 1008 | 548  | abundante, composto                      |
| n   | Divisores                                                                                   | d(n) | σ(n) | s(n) | Notas                                    |
| 461 | 1, 461                                                                                      | 2    | 462  | 1    | deficiente, primo                        |
| 462 | 1, 2, 3, 6, 7, 11, 14, 21, 22, 33, 42, 66, 77, 154, 231, 462                                | 16   | 1152 | 690  | abundante, composto                      |
| 463 | 1, 463                                                                                      | 2    | 464  | 1    | deficiente, primo                        |
| 464 | 1, 2, 4, 8, 16, 29, 58, 116, 232, 464                                                       | 10   | 930  | 466  | abundante, composto                      |
| 465 | 1, 3, 5, 15, 31, 93, 155, 465                                                               | 8    | 768  | 303  | deficiente, composto                     |
| 466 | 1, 2, 233, 466                                                                              | 4    | 702  | 236  | deficiente, composto                     |
| 467 | 1, 467                                                                                      | 2    | 468  | 1    | deficiente, primo                        |
| 468 | 1, 2, 3, 4, 6, 9, 12, 13, 18, 26, 36, 39, 52, 78, 117, 156, 234, 468                        | 18   | 1274 | 806  | abundante, composto                      |
| 469 | 1, 7, 67, 469                                                                               | 4    | 544  | 75   | deficiente, composto                     |
| 470 | 1, 2, 5, 10, 47, 94, 235, 470                                                               | 8    | 864  | 394  | deficiente, composto                     |
| 471 | 1, 3, 157, 471                                                                              | 4    | 632  | 161  | deficiente, composto                     |
| 472 | 1, 2, 4, 8, 59, 118, 236, 472                                                               | 8    | 900  | 428  | deficiente, composto                     |
| 473 | 1, 11, 43, 473                                                                              | 4    | 528  | 55   | deficiente, composto                     |
| 474 | 1, 2, 3, 6, 79, 158, 237, 474                                                               | 8    | 960  | 486  | abundante, composto                      |
| 475 | 1, 5, 19, 25, 95, 475                                                                       | 6    | 620  | 145  | deficiente, composto                     |
| 476 | 1, 2, 4, 7, 14, 17, 28, 34, 68, 119, 238, 476                                               | 12   | 1008 | 532  | abundante, composto                      |
| 477 | 1, 3, 9, 53, 159, 477                                                                       | 6    | 702  | 225  | deficiente, composto                     |
| 478 | 1, 2, 239, 478                                                                              | 4    | 720  | 242  | deficiente, composto                     |
| 479 | 1, 479                                                                                      | 2    | 480  | 1    | deficiente, primo                        |
| 480 | 1, 2, 3, 4, 5, 6, 8, 10, 12, 15, 16, 20, 24, 30, 32, 40, 48, 60, 80, 96, 120, 160, 240, 480 | 24   | 1512 | 1032 | abundante, altamente abundante, composto |
| n   | Divisores                                                                                   | d(n) | σ(n) | s(n) | Notas                                    |
| 481 | 1, 13, 37, 481                                                                              | 4    | 532  | 51   | deficiente, composto                     |
| 482 | 1, 2, 241, 482                                                                              | 4    | 726  | 244  | deficiente, composto                     |
| 483 | 1, 3, 7, 21, 23, 69, 161, 483                                                               | 8    | 768  | 285  | deficiente, composto                     |
| 484 | 1, 2, 4, 11, 22, 44, 121, 242, 484                                                          | 9    | 931  | 447  | deficiente, composto                     |
| 485 | 1, 5, 97, 485                                                                               | 4    | 588  | 103  | deficiente, composto                     |
| 486 | 1, 2, 3, 6, 9, 18, 27, 54, 81, 162, 243, 486                                                | 12   | 1092 | 606  | abundante, composto                      |
| 487 | 1, 487                                                                                      | 2    | 488  | 1    | deficiente, primo                        |
| 488 | 1, 2, 4, 8, 61, 122, 244, 488                                                               | 8    | 930  | 442  | deficiente, composto                     |
| 489 | 1, 3, 163, 489                                                                              | 4    | 656  | 167  | deficiente, composto                     |
| 490 | 1, 2, 5, 7, 10, 14, 35, 49, 70, 98, 245, 490                                                | 12   | 1026 | 536  | abundante, composto                      |
| 491 | 1, 491                                                                                      | 2    | 492  | 1    | deficiente, primo                        |
| 492 | 1, 2, 3, 4, 6, 12, 41, 82, 123, 164, 246, 492                                               | 12   | 1176 | 684  | abundante, composto                      |
| 493 | 1, 17, 29, 493                                                                              | 4    | 540  | 47   | deficiente, composto                     |
| 494 | 1, 2, 13, 19, 26, 38, 247, 494                                                              | 8    | 840  | 346  | deficiente, composto                     |
| 495 | 1, 3, 5, 9, 11, 15, 33, 45, 55, 99, 165, 495                                                | 12   | 936  | 441  | deficiente, composto                     |
| 496 | 1, 2, 4, 8, 16, 31, 62, 124, 248, 496                                                       | 10   | 992  | 496  | perfeito, composto                       |
| 497 | 1, 7, 71, 497                                                                               | 4    | 576  | 79   | deficiente, composto                     |
| 498 | 1, 2, 3, 6, 83, 166, 249, 498                                                               | 8    | 1008 | 510  | abundante, composto                      |
| 499 | 1, 499                                                                                      | 2    | 500  | 1    | deficiente, primo                        |
| 500 | 1, 2, 4, 5, 10, 20, 25, 50, 100, 125, 250, 500                                              | 12   | 1092 | 592  | abundante, composto                      |

## Divisores dos números de 501 a 600
| n   | Divisores                                                                                     | d(n) | σ(n) | s(n) | Notas                                    |
| --- | --------------------------------------------------------------------------------------------- | ---- | ---- | ---- | ---------------------------------------- |
| 501 | 1, 3, 167, 501                                                                                | 4    | 672  | 171  | deficiente, composto                     |
| 502 | 1, 2, 251, 502                                                                                | 4    | 756  | 254  | deficiente, composto                     |
| 503 | 1, 503                                                                                        | 2    | 504  | 1    | deficiente, primo                        |
| 504 | 1, 2, 3, 4, 6, 7, 8, 9, 12, 14, 18, 21, 24, 28, 36, 42, 56, 63, 72, 84, 126, 168, 252, 504    | 24   | 1560 | 1056 | abundante, altamente abundante, composto |
| 505 | 1, 5, 101, 505                                                                                | 4    | 612  | 107  | deficiente, composto                     |
| 506 | 1, 2, 11, 22, 23, 46, 253, 506                                                                | 8    | 864  | 358  | deficiente, composto                     |
| 507 | 1, 3, 13, 39, 169, 507                                                                        | 6    | 732  | 225  | deficiente, composto                     |
| 508 | 1, 2, 4, 127, 254, 508                                                                        | 6    | 896  | 388  | deficiente, composto                     |
| 509 | 1, 509                                                                                        | 2    | 510  | 1    | deficiente, primo                        |
| 510 | 1, 2, 3, 5, 6, 10, 15, 17, 30, 34, 51, 85, 102, 170, 255, 510                                 | 16   | 1296 | 786  | abundante, composto                      |
| 511 | 1, 7, 73, 511                                                                                 | 4    | 592  | 81   | deficiente, composto                     |
| 512 | 1, 2, 4, 8, 16, 32, 64, 128, 256, 512                                                         | 10   | 1023 | 511  | deficiente, composto                     |
| 513 | 1, 3, 9, 19, 27, 57, 171, 513                                                                 | 8    | 800  | 287  | deficiente, composto                     |
| 514 | 1, 2, 257, 514                                                                                | 4    | 774  | 260  | deficiente, composto                     |
| 515 | 1, 5, 103, 515                                                                                | 4    | 624  | 109  | deficiente, composto                     |
| 516 | 1, 2, 3, 4, 6, 12, 43, 86, 129, 172, 258, 516                                                 | 12   | 1232 | 716  | abundante, composto                      |
| 517 | 1, 11, 47, 517                                                                                | 4    | 576  | 59   | deficiente, composto                     |
| 518 | 1, 2, 7, 14, 37, 74, 259, 518                                                                 | 8    | 912  | 394  | deficiente, composto                     |
| 519 | 1, 3, 173, 519                                                                                | 4    | 696  | 177  | deficiente, composto                     |
| 520 | 1, 2, 4, 5, 8, 10, 13, 20, 26, 40, 52, 65, 104, 130, 260, 520                                 | 16   | 1260 | 740  | abundante, composto                      |
| n   | Divisores                                                                                     | d(n) | σ(n) | s(n) | Notas                                    |
| 521 | 1, 521                                                                                        | 2    | 522  | 1    | deficiente, primo                        |
| 522 | 1, 2, 3, 6, 9, 18, 29, 58, 87, 174, 261, 522                                                  | 12   | 1170 | 648  | abundante, composto                      |
| 523 | 1, 523                                                                                        | 2    | 524  | 1    | deficiente, primo                        |
| 524 | 1, 2, 4, 131, 262, 524                                                                        | 6    | 924  | 400  | deficiente, composto                     |
| 525 | 1, 3, 5, 7, 15, 21, 25, 35, 75, 105, 175, 525                                                 | 12   | 992  | 467  | deficiente, composto                     |
| 526 | 1, 2, 263, 526                                                                                | 4    | 792  | 266  | deficiente, composto                     |
| 527 | 1, 17, 31, 527                                                                                | 4    | 576  | 49   | deficiente, composto                     |
| 528 | 1, 2, 3, 4, 6, 8, 11, 12, 16, 22, 24, 33, 44, 48, 66, 88, 132, 176, 264, 528                  | 20   | 1488 | 960  | abundante, composto                      |
| 529 | 1, 23, 529                                                                                    | 3    | 553  | 24   | deficiente, composto                     |
| 530 | 1, 2, 5, 10, 53, 106, 265, 530                                                                | 8    | 972  | 442  | deficiente, composto                     |
| 531 | 1, 3, 9, 59, 177, 531                                                                         | 6    | 780  | 249  | deficiente, composto                     |
| 532 | 1, 2, 4, 7, 14, 19, 28, 38, 76, 133, 266, 532                                                 | 12   | 1120 | 588  | abundante, composto                      |
| 533 | 1, 13, 41, 533                                                                                | 4    | 588  | 55   | deficiente, composto                     |
| 534 | 1, 2, 3, 6, 89, 178, 267, 534                                                                 | 8    | 1080 | 546  | abundante, composto                      |
| 535 | 1, 5, 107, 535                                                                                | 4    | 648  | 113  | deficiente, composto                     |
| 536 | 1, 2, 4, 8, 67, 134, 268, 536                                                                 | 8    | 1020 | 484  | deficiente, composto                     |
| 537 | 1, 3, 179, 537                                                                                | 4    | 720  | 183  | deficiente, composto                     |
| 538 | 1, 2, 269, 538                                                                                | 4    | 810  | 272  | deficiente, composto                     |
| 539 | 1, 7, 11, 49, 77, 539                                                                         | 6    | 684  | 145  | deficiente, composto                     |
| 540 | 1, 2, 3, 4, 5, 6, 9, 10, 12, 15, 18, 20, 27, 30, 36, 45, 54, 60, 90, 108, 135, 180, 270, 540  | 24   | 1680 | 1140 | abundante, altamente abundante, composto |
| n   | Divisores                                                                                     | d(n) | σ(n) | s(n) | Notas                                    |
| 541 | 1, 541                                                                                        | 2    | 542  | 1    | deficiente, primo                        |
| 542 | 1, 2, 271, 542                                                                                | 4    | 816  | 274  | deficiente, composto                     |
| 543 | 1, 3, 181, 543                                                                                | 4    | 728  | 185  | deficiente, composto                     |
| 544 | 1, 2, 4, 8, 16, 17, 32, 34, 68, 136, 272, 544                                                 | 12   | 1134 | 590  | abundante, composto                      |
| 545 | 1, 5, 109, 545                                                                                | 4    | 660  | 115  | deficiente, composto                     |
| 546 | 1, 2, 3, 6, 7, 13, 14, 21, 26, 39, 42, 78, 91, 182, 273, 546                                  | 16   | 1344 | 798  | abundante, composto                      |
| 547 | 1, 547                                                                                        | 2    | 548  | 1    | deficiente, primo                        |
| 548 | 1, 2, 4, 137, 274, 548                                                                        | 6    | 966  | 418  | deficiente, composto                     |
| 549 | 1, 3, 9, 61, 183, 549                                                                         | 6    | 806  | 257  | deficiente, composto                     |
| 550 | 1, 2, 5, 10, 11, 22, 25, 50, 55, 110, 275, 550                                                | 12   | 1116 | 566  | abundante, composto                      |
| 551 | 1, 19, 29, 551                                                                                | 4    | 600  | 49   | deficiente, composto                     |
| 552 | 1, 2, 3, 4, 6, 8, 12, 23, 24, 46, 69, 92, 138, 184, 276, 552                                  | 16   | 1440 | 888  | abundante, composto                      |
| 553 | 1, 7, 79, 553                                                                                 | 4    | 640  | 87   | deficiente, composto                     |
| 554 | 1, 2, 277, 554                                                                                | 4    | 834  | 280  | deficiente, composto                     |
| 555 | 1, 3, 5, 15, 37, 111, 185, 555                                                                | 8    | 912  | 357  | deficiente, composto                     |
| 556 | 1, 2, 4, 139, 278, 556                                                                        | 6    | 980  | 424  | deficiente, composto                     |
| 557 | 1, 557                                                                                        | 2    | 558  | 1    | deficiente, primo                        |
| 558 | 1, 2, 3, 6, 9, 18, 31, 62, 93, 186, 279, 558                                                  | 12   | 1248 | 690  | abundante, composto                      |
| 559 | 1, 13, 43, 559                                                                                | 4    | 616  | 57   | deficiente, composto                     |
| 560 | 1, 2, 4, 5, 7, 8, 10, 14, 16, 20, 28, 35, 40, 56, 70, 80, 112, 140, 280, 560                  | 20   | 1488 | 928  | abundante, composto                      |
| n   | Divisores                                                                                     | d(n) | σ(n) | s(n) | Notas                                    |
| 561 | 1, 3, 11, 17, 33, 51, 187, 561                                                                | 8    | 864  | 303  | deficiente, composto                     |
| 562 | 1, 2, 281, 562                                                                                | 4    | 846  | 284  | deficiente, composto                     |
| 563 | 1, 563                                                                                        | 2    | 564  | 1    | deficiente, primo                        |
| 564 | 1, 2, 3, 4, 6, 12, 47, 94, 141, 188, 282, 564                                                 | 12   | 1344 | 780  | abundante, composto                      |
| 565 | 1, 5, 113, 565                                                                                | 4    | 684  | 119  | deficiente, composto                     |
| 566 | 1, 2, 283, 566                                                                                | 4    | 852  | 286  | deficiente, composto                     |
| 567 | 1, 3, 7, 9, 21, 27, 63, 81, 189, 567                                                          | 10   | 968  | 401  | deficiente, composto                     |
| 568 | 1, 2, 4, 8, 71, 142, 284, 568                                                                 | 8    | 1080 | 512  | deficiente, composto                     |
| 569 | 1, 569                                                                                        | 2    | 570  | 1    | deficiente, primo                        |
| 570 | 1, 2, 3, 5, 6, 10, 15, 19, 30, 38, 57, 95, 114, 190, 285, 570                                 | 16   | 1440 | 870  | abundante, composto                      |
| 571 | 1, 571                                                                                        | 2    | 572  | 1    | deficiente, primo                        |
| 572 | 1, 2, 4, 11, 13, 22, 26, 44, 52, 143, 286, 572                                                | 12   | 1176 | 604  | abundante, composto                      |
| 573 | 1, 3, 191, 573                                                                                | 4    | 768  | 195  | deficiente, composto                     |
| 574 | 1, 2, 7, 14, 41, 82, 287, 574                                                                 | 8    | 1008 | 434  | deficiente, composto                     |
| 575 | 1, 5, 23, 25, 115, 575                                                                        | 6    | 744  | 169  | deficiente, composto                     |
| 576 | 1, 2, 3, 4, 6, 8, 9, 12, 16, 18, 24, 32, 36, 48, 64, 72, 96, 144, 192, 288, 576               | 21   | 1651 | 1075 | abundante, composto                      |
| 577 | 1, 577                                                                                        | 2    | 578  | 1    | deficiente, primo                        |
| 578 | 1, 2, 17, 34, 289, 578                                                                        | 6    | 921  | 343  | deficiente, composto                     |
| 579 | 1, 3, 193, 579                                                                                | 4    | 776  | 197  | deficiente, composto                     |
| 580 | 1, 2, 4, 5, 10, 20, 29, 58, 116, 145, 290, 580                                                | 12   | 1260 | 680  | abundante, composto                      |
| n   | Divisores                                                                                     | d(n) | σ(n) | s(n) | Notas                                    |
| 581 | 1, 7, 83, 581                                                                                 | 4    | 672  | 91   | deficiente, composto                     |
| 582 | 1, 2, 3, 6, 97, 194, 291, 582                                                                 | 8    | 1176 | 594  | abundante, composto                      |
| 583 | 1, 11, 53, 583                                                                                | 4    | 648  | 65   | deficiente, composto                     |
| 584 | 1, 2, 4, 8, 73, 146, 292, 584                                                                 | 8    | 1110 | 526  | deficiente, composto                     |
| 585 | 1, 3, 5, 9, 13, 15, 39, 45, 65, 117, 195, 585                                                 | 12   | 1092 | 507  | deficiente, composto                     |
| 586 | 1, 2, 293, 586                                                                                | 4    | 882  | 296  | deficiente, composto                     |
| 587 | 1, 587                                                                                        | 2    | 588  | 1    | deficiente, primo                        |
| 588 | 1, 2, 3, 4, 6, 7, 12, 14, 21, 28, 42, 49, 84, 98, 147, 196, 294, 588                          | 18   | 1596 | 1008 | abundante, composto                      |
| 589 | 1, 19, 31, 589                                                                                | 4    | 640  | 51   | deficiente, composto                     |
| 590 | 1, 2, 5, 10, 59, 118, 295, 590                                                                | 8    | 1080 | 490  | deficiente, composto                     |
| 591 | 1, 3, 197, 591                                                                                | 4    | 792  | 201  | deficiente, composto                     |
| 592 | 1, 2, 4, 8, 16, 37, 74, 148, 296, 592                                                         | 10   | 1178 | 586  | deficiente, composto                     |
| 593 | 1, 593                                                                                        | 2    | 594  | 1    | deficiente, primo                        |
| 594 | 1, 2, 3, 6, 9, 11, 18, 22, 27, 33, 54, 66, 99, 198, 297, 594                                  | 16   | 1440 | 846  | abundante, composto                      |
| 595 | 1, 5, 7, 17, 35, 85, 119, 595                                                                 | 8    | 864  | 269  | deficiente, composto                     |
| 596 | 1, 2, 4, 149, 298, 596                                                                        | 6    | 1050 | 454  | deficiente, composto                     |
| 597 | 1, 3, 199, 597                                                                                | 4    | 800  | 203  | deficiente, composto                     |
| 598 | 1, 2, 13, 23, 26, 46, 299, 598                                                                | 8    | 1008 | 410  | deficiente, composto                     |
| 599 | 1, 599                                                                                        | 2    | 600  | 1    | deficiente, primo                        |
| 600 | 1, 2, 3, 4, 5, 6, 8, 10, 12, 15, 20, 24, 25, 30, 40, 50, 60, 75, 100, 120, 150, 200, 300, 600 | 24   | 1860 | 1260 | abundante, altamente abundante, composto |

## Divisores dos números de 601 a 700
| n   | Divisores                                                                                      | d(n) | σ(n) | s(n) | Notas                                    |
| --- | ---------------------------------------------------------------------------------------------- | ---- | ---- | ---- | ---------------------------------------- |
| 601 | 1, 601                                                                                         | 2    | 602  | 1    | deficiente, primo                        |
| 602 | 1, 2, 7, 14, 43, 86, 301, 602                                                                  | 8    | 1056 | 454  | deficiente, composto                     |
| 603 | 1, 3, 9, 67, 201, 603                                                                          | 6    | 884  | 281  | deficiente, composto                     |
| 604 | 1, 2, 4, 151, 302, 604                                                                         | 6    | 1064 | 460  | deficiente, composto                     |
| 605 | 1, 5, 11, 55, 121, 605                                                                         | 6    | 798  | 193  | deficiente, composto                     |
| 606 | 1, 2, 3, 6, 101, 202, 303, 606                                                                 | 8    | 1224 | 618  | abundante, composto                      |
| 607 | 1, 607                                                                                         | 2    | 608  | 1    | deficiente, primo                        |
| 608 | 1, 2, 4, 8, 16, 19, 32, 38, 76, 152, 304, 608                                                  | 12   | 1260 | 652  | abundante, composto                      |
| 609 | 1, 3, 7, 21, 29, 87, 203, 609                                                                  | 8    | 960  | 351  | deficiente, composto                     |
| 610 | 1, 2, 5, 10, 61, 122, 305, 610                                                                 | 8    | 1116 | 506  | deficiente, composto                     |
| 611 | 1, 13, 47, 611                                                                                 | 4    | 672  | 61   | deficiente, composto                     |
| 612 | 1, 2, 3, 4, 6, 9, 12, 17, 18, 34, 36, 51, 68, 102, 153, 204, 306, 612                          | 18   | 1638 | 1026 | abundante, composto                      |
| 613 | 1, 613                                                                                         | 2    | 614  | 1    | deficiente, primo                        |
| 614 | 1, 2, 307, 614                                                                                 | 4    | 924  | 310  | deficiente, composto                     |
| 615 | 1, 3, 5, 15, 41, 123, 205, 615                                                                 | 8    | 1008 | 393  | deficiente, composto                     |
| 616 | 1, 2, 4, 7, 8, 11, 14, 22, 28, 44, 56, 77, 88, 154, 308, 616                                   | 16   | 1440 | 824  | abundante, composto                      |
| 617 | 1, 617                                                                                         | 2    | 618  | 1    | deficiente, primo                        |
| 618 | 1, 2, 3, 6, 103, 206, 309, 618                                                                 | 8    | 1248 | 630  | abundante, composto                      |
| 619 | 1, 619                                                                                         | 2    | 620  | 1    | deficiente, primo                        |
| 620 | 1, 2, 4, 5, 10, 20, 31, 62, 124, 155, 310, 620                                                 | 12   | 1344 | 724  | abundante, composto                      |
| n   | Divisores                                                                                      | d(n) | σ(n) | s(n) | Notas                                    |
| 621 | 1, 3, 9, 23, 27, 69, 207, 621                                                                  | 8    | 960  | 339  | deficiente, composto                     |
| 622 | 1, 2, 311, 622                                                                                 | 4    | 936  | 314  | deficiente, composto                     |
| 623 | 1, 7, 89, 623                                                                                  | 4    | 720  | 97   | deficiente, composto                     |
| 624 | 1, 2, 3, 4, 6, 8, 12, 13, 16, 24, 26, 39, 48, 52, 78, 104, 156, 208, 312, 624                  | 20   | 1736 | 1112 | abundante, composto                      |
| 625 | 1, 5, 25, 125, 625                                                                             | 5    | 781  | 156  | deficiente, composto                     |
| 626 | 1, 2, 313, 626                                                                                 | 4    | 942  | 316  | deficiente, composto                     |
| 627 | 1, 3, 11, 19, 33, 57, 209, 627                                                                 | 8    | 960  | 333  | deficiente, composto                     |
| 628 | 1, 2, 4, 157, 314, 628                                                                         | 6    | 1106 | 478  | deficiente, composto                     |
| 629 | 1, 17, 37, 629                                                                                 | 4    | 684  | 55   | deficiente, composto                     |
| 630 | 1, 2, 3, 5, 6, 7, 9, 10, 14, 15, 18, 21, 30, 35, 42, 45, 63, 70, 90, 105, 126, 210, 315, 630   | 24   | 1872 | 1242 | abundante, altamente abundante, composto |
| 631 | 1, 631                                                                                         | 2    | 632  | 1    | deficiente, primo                        |
| 632 | 1, 2, 4, 8, 79, 158, 316, 632                                                                  | 8    | 1200 | 568  | deficiente, composto                     |
| 633 | 1, 3, 211, 633                                                                                 | 4    | 848  | 215  | deficiente, composto                     |
| 634 | 1, 2, 317, 634                                                                                 | 4    | 954  | 320  | deficiente, composto                     |
| 635 | 1, 5, 127, 635                                                                                 | 4    | 768  | 133  | deficiente, composto                     |
| 636 | 1, 2, 3, 4, 6, 12, 53, 106, 159, 212, 318, 636                                                 | 12   | 1512 | 876  | abundante, composto                      |
| 637 | 1, 7, 13, 49, 91, 637                                                                          | 6    | 798  | 161  | deficiente, composto                     |
| 638 | 1, 2, 11, 22, 29, 58, 319, 638                                                                 | 8    | 1080 | 442  | deficiente, composto                     |
| 639 | 1, 3, 9, 71, 213, 639                                                                          | 6    | 936  | 297  | deficiente, composto                     |
| 640 | 1, 2, 4, 5, 8, 10, 16, 20, 32, 40, 64, 80, 128, 160, 320, 640                                  | 16   | 1530 | 890  | abundante, composto                      |
| n   | Divisores                                                                                      | d(n) | σ(n) | s(n) | Notas                                    |
| 641 | 1, 641                                                                                         | 2    | 642  | 1    | deficiente, primo                        |
| 642 | 1, 2, 3, 6, 107, 214, 321, 642                                                                 | 8    | 1296 | 654  | abundante, composto                      |
| 643 | 1, 643                                                                                         | 2    | 644  | 1    | deficiente, primo                        |
| 644 | 1, 2, 4, 7, 14, 23, 28, 46, 92, 161, 322, 644                                                  | 12   | 1344 | 700  | abundante, composto                      |
| 645 | 1, 3, 5, 15, 43, 129, 215, 645                                                                 | 8    | 1056 | 411  | deficiente, composto                     |
| 646 | 1, 2, 17, 19, 34, 38, 323, 646                                                                 | 8    | 1080 | 434  | deficiente, composto                     |
| 647 | 1, 647                                                                                         | 2    | 648  | 1    | deficiente, primo                        |
| 648 | 1, 2, 3, 4, 6, 8, 9, 12, 18, 24, 27, 36, 54, 72, 81, 108, 162, 216, 324, 648                   | 20   | 1815 | 1167 | abundante, composto                      |
| 649 | 1, 11, 59, 649                                                                                 | 4    | 720  | 71   | deficiente, composto                     |
| 650 | 1, 2, 5, 10, 13, 25, 26, 50, 65, 130, 325, 650                                                 | 12   | 1302 | 652  | abundante, composto                      |
| 651 | 1, 3, 7, 21, 31, 93, 217, 651                                                                  | 8    | 1024 | 373  | deficiente, composto                     |
| 652 | 1, 2, 4, 163, 326, 652                                                                         | 6    | 1148 | 496  | deficiente, composto                     |
| 653 | 1, 653                                                                                         | 2    | 654  | 1    | deficiente, primo                        |
| 654 | 1, 2, 3, 6, 109, 218, 327, 654                                                                 | 8    | 1320 | 666  | abundante, composto                      |
| 655 | 1, 5, 131, 655                                                                                 | 4    | 792  | 137  | deficiente, composto                     |
| 656 | 1, 2, 4, 8, 16, 41, 82, 164, 328, 656                                                          | 10   | 1302 | 646  | deficiente, composto                     |
| 657 | 1, 3, 9, 73, 219, 657                                                                          | 6    | 962  | 305  | deficiente, composto                     |
| 658 | 1, 2, 7, 14, 47, 94, 329, 658                                                                  | 8    | 1152 | 494  | deficiente, composto                     |
| 659 | 1, 659                                                                                         | 2    | 660  | 1    | deficiente, primo                        |
| 660 | 1, 2, 3, 4, 5, 6, 10, 11, 12, 15, 20, 22, 30, 33, 44, 55, 60, 66, 110, 132, 165, 220, 330, 660 | 24   | 2016 | 1356 | abundante, altamente abundante, composto |
| n   | Divisores                                                                                      | d(n) | σ(n) | s(n) | Notas                                    |
| 661 | 1, 661                                                                                         | 2    | 662  | 1    | deficiente, primo                        |
| 662 | 1, 2, 331, 662                                                                                 | 4    | 996  | 334  | deficiente, composto                     |
| 663 | 1, 3, 13, 17, 39, 51, 221, 663                                                                 | 8    | 1008 | 345  | deficiente, composto                     |
| 664 | 1, 2, 4, 8, 83, 166, 332, 664                                                                  | 8    | 1260 | 596  | deficiente, composto                     |
| 665 | 1, 5, 7, 19, 35, 95, 133, 665                                                                  | 8    | 960  | 295  | deficiente, composto                     |
| 666 | 1, 2, 3, 6, 9, 18, 37, 74, 111, 222, 333, 666                                                  | 12   | 1482 | 816  | abundante, composto                      |
| 667 | 1, 23, 29, 667                                                                                 | 4    | 720  | 53   | deficiente, composto                     |
| 668 | 1, 2, 4, 167, 334, 668                                                                         | 6    | 1176 | 508  | deficiente, composto                     |
| 669 | 1, 3, 223, 669                                                                                 | 4    | 896  | 227  | deficiente, composto                     |
| 670 | 1, 2, 5, 10, 67, 134, 335, 670                                                                 | 8    | 1224 | 554  | deficiente, composto                     |
| 671 | 1, 11, 61, 671                                                                                 | 4    | 744  | 73   | deficiente, composto                     |
| 672 | 1, 2, 3, 4, 6, 7, 8, 12, 14, 16, 21, 24, 28, 32, 42, 48, 56, 84, 96, 112, 168, 224, 336, 672   | 24   | 2016 | 1344 | abundante, composto                      |
| 673 | 1, 673                                                                                         | 2    | 674  | 1    | deficiente, primo                        |
| 674 | 1, 2, 337, 674                                                                                 | 4    | 1014 | 340  | deficiente, composto                     |
| 675 | 1, 3, 5, 9, 15, 25, 27, 45, 75, 135, 225, 675                                                  | 12   | 1240 | 565  | deficiente, composto                     |
| 676 | 1, 2, 4, 13, 26, 52, 169, 338, 676                                                             | 9    | 1281 | 605  | deficiente, composto                     |
| 677 | 1, 677                                                                                         | 2    | 678  | 1    | deficiente, primo                        |
| 678 | 1, 2, 3, 6, 113, 226, 339, 678                                                                 | 8    | 1368 | 690  | abundante, composto                      |
| 679 | 1, 7, 97, 679                                                                                  | 4    | 784  | 105  | deficiente, composto                     |
| 680 | 1, 2, 4, 5, 8, 10, 17, 20, 34, 40, 68, 85, 136, 170, 340, 680                                  | 16   | 1620 | 940  | abundante, composto                      |
| n   | Divisores                                                                                      | d(n) | σ(n) | s(n) | Notas                                    |
| 681 | 1, 3, 227, 681                                                                                 | 4    | 912  | 231  | deficiente, composto                     |
| 682 | 1, 2, 11, 22, 31, 62, 341, 682                                                                 | 8    | 1152 | 470  | deficiente, composto                     |
| 683 | 1, 683                                                                                         | 2    | 684  | 1    | deficiente, primo                        |
| 684 | 1, 2, 3, 4, 6, 9, 12, 18, 19, 36, 38, 57, 76, 114, 171, 228, 342, 684                          | 18   | 1820 | 1136 | abundante, composto                      |
| 685 | 1, 5, 137, 685                                                                                 | 4    | 828  | 143  | deficiente, composto                     |
| 686 | 1, 2, 7, 14, 49, 98, 343, 686                                                                  | 8    | 1200 | 514  | deficiente, composto                     |
| 687 | 1, 3, 229, 687                                                                                 | 4    | 920  | 233  | deficiente, composto                     |
| 688 | 1, 2, 4, 8, 16, 43, 86, 172, 344, 688                                                          | 10   | 1364 | 676  | deficiente, composto                     |
| 689 | 1, 13, 53, 689                                                                                 | 4    | 756  | 67   | deficiente, composto                     |
| 690 | 1, 2, 3, 5, 6, 10, 15, 23, 30, 46, 69, 115, 138, 230, 345, 690                                 | 16   | 1728 | 1038 | abundante, composto                      |
| 691 | 1, 691                                                                                         | 2    | 692  | 1    | deficiente, primo                        |
| 692 | 1, 2, 4, 173, 346, 692                                                                         | 6    | 1218 | 526  | deficiente, composto                     |
| 693 | 1, 3, 7, 9, 11, 21, 33, 63, 77, 99, 231, 693                                                   | 12   | 1248 | 555  | deficiente, composto                     |
| 694 | 1, 2, 347, 694                                                                                 | 4    | 1044 | 350  | deficiente, composto                     |
| 695 | 1, 5, 139, 695                                                                                 | 4    | 840  | 145  | deficiente, composto                     |
| 696 | 1, 2, 3, 4, 6, 8, 12, 24, 29, 58, 87, 116, 174, 232, 348, 696                                  | 16   | 1800 | 1104 | abundante, composto                      |
| 697 | 1, 17, 41, 697                                                                                 | 4    | 756  | 59   | deficiente, composto                     |
| 698 | 1, 2, 349, 698                                                                                 | 4    | 1050 | 352  | deficiente, composto                     |
| 699 | 1, 3, 233, 699                                                                                 | 4    | 936  | 237  | deficiente, composto                     |
| 700 | 1, 2, 4, 5, 7, 10, 14, 20, 25, 28, 35, 50, 70, 100, 140, 175, 350, 700                         | 18   | 1736 | 1036 | abundante, composto                      |

## Divisores dos números de 701 a 800
| n   | Divisores | d(n) | σ(n) | s(n) | Notas                                                                        |
| --- | --- | ---- | ---- | ---- | ---------------------------------------------------------------------------- |
| 701 | 1, 701 | 2    | 702  | 1    | deficiente, primo                                                            |
| 702 | 1, 2, 3, 6, 9, 13, 18, 26, 27, 39, 54, 78, 117, 234, 351, 702                                                        | 16   | 1680 | 978  | abundante, composto                                                          |
| 703 | 1, 19, 37, 703 | 4    | 760  | 57   | deficiente, composto                                                         |
| 704 | 1, 2, 4, 8, 11, 16, 22, 32, 44, 64, 88, 176, 352, 704                                                                | 14   | 1524 | 820  | abundante, composto                                                          |
| 705 | 1, 3, 5, 15, 47, 141, 235, 705                                                                                       | 8    | 1152 | 447  | deficiente, composto                                                         |
| 706 | 1, 2, 353, 706 | 4    | 1062 | 356  | deficiente, composto                                                         |
| 707 | 1, 7, 101, 707 | 4    | 816  | 109  | deficiente, composto                                                         |
| 708 | 1, 2, 3, 4, 6, 12, 59, 118, 177, 236, 354, 708                                                                       | 12   | 1680 | 972  | abundante, composto                                                          |
| 709 | 1, 709 | 2    | 710  | 1    | deficiente, primo                                                            |
| 710 | 1, 2, 5, 10, 71, 142, 355, 710                                                                                       | 8    | 1296 | 586  | deficiente, composto                                                         |
| 711 | 1, 3, 9, 79, 237, 711                                                                                                | 6    | 1040 | 329  | deficiente, composto                                                         |
| 712 | 1, 2, 4, 8, 89, 178, 356, 712                                                                                        | 8    | 1350 | 638  | deficiente, composto                                                         |
| 713 | 1, 23, 31, 713 | 4    | 768  | 55   | deficiente, composto                                                         |
| 714 | 1, 2, 3, 6, 7, 14, 17, 21, 34, 42, 51, 102, 119, 238, 357, 714                                                       | 16   | 1728 | 1014 | abundante, composto                                                          |
| 715 | 1, 5, 11, 13, 55, 65, 143, 715                                                                                       | 8    | 1008 | 293  | deficiente, composto                                                         |
| 716 | 1, 2, 4, 179, 358, 716                                                                                               | 6    | 1260 | 544  | deficiente, composto                                                         |
| 717 | 1, 3, 239, 717 | 4    | 960  | 243  | deficiente, composto                                                         |
| 718 | 1, 2, 359, 718 | 4    | 1080 | 362  | deficiente, composto                                                         |
| 719 | 1, 719 | 2    | 720  | 1    | deficiente, primo                                                            |
| 720 | 1, 2, 3, 4, 5, 6, 8, 9, 10, 12, 15, 16, 18, 20, 24, 30, 36, 40, 45, 48, 60, 72, 80, 90, 120, 144, 180, 240, 360, 720 | 30   | 2418 | 1698 | abundante, altamente abundante, superabundante, composto, altamente composto |
| n   | Divisores | d(n) | σ(n) | s(n) | Notas                                                                        |
| 721 | 1, 7, 103, 721 | 4    | 832  | 111  | deficiente, composto                                                         |
| 722 | 1, 2, 19, 38, 361, 722                                                                                               | 6    | 1143 | 421  | deficiente, composto                                                         |
| 723 | 1, 3, 241, 723 | 4    | 968  | 245  | deficiente, composto                                                         |
| 724 | 1, 2, 4, 181, 362, 724                                                                                               | 6    | 1274 | 550  | deficiente, composto                                                         |
| 725 | 1, 5, 25, 29, 145, 725                                                                                               | 6    | 930  | 205  | deficiente, composto                                                         |
| 726 | 1, 2, 3, 6, 11, 22, 33, 66, 121, 242, 363, 726                                                                       | 12   | 1596 | 870  | abundante, composto                                                          |
| 727 | 1, 727 | 2    | 728  | 1    | deficiente, primo                                                            |
| 728 | 1, 2, 4, 7, 8, 13, 14, 26, 28, 52, 56, 91, 104, 182, 364, 728                                                        | 16   | 1680 | 952  | abundante, composto                                                          |
| 729 | 1, 3, 9, 27, 81, 243, 729                                                                                            | 7    | 1093 | 364  | deficiente, composto                                                         |
| 730 | 1, 2, 5, 10, 73, 146, 365, 730                                                                                       | 8    | 1332 | 602  | deficiente, composto                                                         |
| 731 | 1, 17, 43, 731 | 4    | 792  | 61   | deficiente, composto                                                         |
| 732 | 1, 2, 3, 4, 6, 12, 61, 122, 183, 244, 366, 732                                                                       | 12   | 1736 | 1004 | abundante, composto                                                          |
| 733 | 1, 733 | 2    | 734  | 1    | deficiente, primo                                                            |
| 734 | 1, 2, 367, 734 | 4    | 1104 | 370  | deficiente, composto                                                         |
| 735 | 1, 3, 5, 7, 15, 21, 35, 49, 105, 147, 245, 735                                                                       | 12   | 1368 | 633  | deficiente, composto                                                         |
| 736 | 1, 2, 4, 8, 16, 23, 32, 46, 92, 184, 368, 736                                                                        | 12   | 1512 | 776  | abundante, composto                                                          |
| 737 | 1, 11, 67, 737 | 4    | 816  | 79   | deficiente, composto                                                         |
| 738 | 1, 2, 3, 6, 9, 18, 41, 82, 123, 246, 369, 738                                                                        | 12   | 1638 | 900  | abundante, composto                                                          |
| 739 | 1, 739 | 2    | 740  | 1    | deficiente, primo                                                            |
| 740 | 1, 2, 4, 5, 10, 20, 37, 74, 148, 185, 370, 740                                                                       | 12   | 1596 | 856  | abundante, composto                                                          |
| n   | Divisores | d(n) | σ(n) | s(n) | Notas                                                                        |
| 741 | 1, 3, 13, 19, 39, 57, 247, 741                                                                                       | 8    | 1120 | 379  | deficiente, composto                                                         |
| 742 | 1, 2, 7, 14, 53, 106, 371, 742                                                                                       | 8    | 1296 | 554  | deficiente, composto                                                         |
| 743 | 1, 743 | 2    | 744  | 1    | deficiente, primo                                                            |
| 744 | 1, 2, 3, 4, 6, 8, 12, 24, 31, 62, 93, 124, 186, 248, 372, 744                                                        | 16   | 1920 | 1176 | abundante, composto                                                          |
| 745 | 1, 5, 149, 745 | 4    | 900  | 155  | deficiente, composto                                                         |
| 746 | 1, 2, 373, 746 | 4    | 1122 | 376  | deficiente, composto                                                         |
| 747 | 1, 3, 9, 83, 249, 747                                                                                                | 6    | 1092 | 345  | deficiente, composto                                                         |
| 748 | 1, 2, 4, 11, 17, 22, 34, 44, 68, 187, 374, 748                                                                       | 12   | 1512 | 764  | abundante, composto                                                          |
| 749 | 1, 7, 107, 749 | 4    | 864  | 115  | deficiente, composto                                                         |
| 750 | 1, 2, 3, 5, 6, 10, 15, 25, 30, 50, 75, 125, 150, 250, 375, 750                                                       | 16   | 1872 | 1122 | abundante, composto                                                          |
| 751 | 1, 751 | 2    | 752  | 1    | deficiente, primo                                                            |
| 752 | 1, 2, 4, 8, 16, 47, 94, 188, 376, 752                                                                                | 10   | 1488 | 736  | deficiente, composto                                                         |
| 753 | 1, 3, 251, 753 | 4    | 1008 | 255  | deficiente, composto                                                         |
| 754 | 1, 2, 13, 26, 29, 58, 377, 754                                                                                       | 8    | 1260 | 506  | deficiente, composto                                                         |
| 755 | 1, 5, 151, 755 | 4    | 912  | 157  | deficiente, composto                                                         |
| 756 | 1, 2, 3, 4, 6, 7, 9, 12, 14, 18, 21, 27, 28, 36, 42, 54, 63, 84, 108, 126, 189, 252, 378, 756                        | 24   | 2240 | 1484 | abundante, composto                                                          |
| 757 | 1, 757 | 2    | 758  | 1    | deficiente, primo                                                            |
| 758 | 1, 2, 379, 758 | 4    | 1140 | 382  | deficiente, composto                                                         |
| 759 | 1, 3, 11, 23, 33, 69, 253, 759                                                                                       | 8    | 1152 | 393  | deficiente, composto                                                         |
| 760 | 1, 2, 4, 5, 8, 10, 19, 20, 38, 40, 76, 95, 152, 190, 380, 760                                                        | 16   | 1800 | 1040 | abundante, composto                                                          |
| n   | Divisores | d(n) | σ(n) | s(n) | Notas                                                                        |
| 761 | 1, 761 | 2    | 762  | 1    | deficiente, primo                                                            |
| 762 | 1, 2, 3, 6, 127, 254, 381, 762                                                                                       | 8    | 1536 | 774  | abundante, composto                                                          |
| 763 | 1, 7, 109, 763 | 4    | 880  | 117  | deficiente, composto                                                         |
| 764 | 1, 2, 4, 191, 382, 764                                                                                               | 6    | 1344 | 580  | deficiente, composto                                                         |
| 765 | 1, 3, 5, 9, 15, 17, 45, 51, 85, 153, 255, 765                                                                        | 12   | 1404 | 639  | deficiente, composto                                                         |
| 766 | 1, 2, 383, 766 | 4    | 1152 | 386  | deficiente, composto                                                         |
| 767 | 1, 13, 59, 767 | 4    | 840  | 73   | deficiente, composto                                                         |
| 768 | 1, 2, 3, 4, 6, 8, 12, 16, 24, 32, 48, 64, 96, 128, 192, 256, 384, 768                                                | 18   | 2044 | 1276 | abundante, composto                                                          |
| 769 | 1, 769 | 2    | 770  | 1    | deficiente, primo                                                            |
| 770 | 1, 2, 5, 7, 10, 11, 14, 22, 35, 55, 70, 77, 110, 154, 385, 770                                                       | 16   | 1728 | 958  | abundante, composto                                                          |
| 771 | 1, 3, 257, 771 | 4    | 1032 | 261  | deficiente, composto                                                         |
| 772 | 1, 2, 4, 193, 386, 772                                                                                               | 6    | 1358 | 586  | deficiente, composto                                                         |
| 773 | 1, 773 | 2    | 774  | 1    | deficiente, primo                                                            |
| 774 | 1, 2, 3, 6, 9, 18, 43, 86, 129, 258, 387, 774                                                                        | 12   | 1716 | 942  | abundante, composto                                                          |
| 775 | 1, 5, 25, 31, 155, 775                                                                                               | 6    | 992  | 217  | deficiente, composto                                                         |
| 776 | 1, 2, 4, 8, 97, 194, 388, 776                                                                                        | 8    | 1470 | 694  | deficiente, composto                                                         |
| 777 | 1, 3, 7, 21, 37, 111, 259, 777                                                                                       | 8    | 1216 | 439  | deficiente, composto                                                         |
| 778 | 1, 2, 389, 778 | 4    | 1170 | 392  | deficiente, composto                                                         |
| 779 | 1, 19, 41, 779 | 4    | 840  | 61   | deficiente, composto                                                         |
| 780 | 1, 2, 3, 4, 5, 6, 10, 12, 13, 15, 20, 26, 30, 39, 52, 60, 65, 78, 130, 156, 195, 260, 390, 780                       | 24   | 2352 | 1572 | abundante, composto                                                          |
| n   | Divisores | d(n) | σ(n) | s(n) | Notas                                                                        |
| 781 | 1, 11, 71, 781 | 4    | 864  | 83   | deficiente, composto                                                         |
| 782 | 1, 2, 17, 23, 34, 46, 391, 782                                                                                       | 8    | 1296 | 514  | deficiente, composto                                                         |
| 783 | 1, 3, 9, 27, 29, 87, 261, 783                                                                                        | 8    | 1200 | 417  | deficiente, composto                                                         |
| 784 | 1, 2, 4, 7, 8, 14, 16, 28, 49, 56, 98, 112, 196, 392, 784                                                            | 15   | 1767 | 983  | abundante, composto                                                          |
| 785 | 1, 5, 157, 785 | 4    | 948  | 163  | deficiente, composto                                                         |
| 786 | 1, 2, 3, 6, 131, 262, 393, 786                                                                                       | 8    | 1584 | 798  | abundante, composto                                                          |
| 787 | 1, 787 | 2    | 788  | 1    | deficiente, primo                                                            |
| 788 | 1, 2, 4, 197, 394, 788                                                                                               | 6    | 1386 | 598  | deficiente, composto                                                         |
| 789 | 1, 3, 263, 789 | 4    | 1056 | 267  | deficiente, composto                                                         |
| 790 | 1, 2, 5, 10, 79, 158, 395, 790                                                                                       | 8    | 1440 | 650  | deficiente, composto                                                         |
| 791 | 1, 7, 113, 791 | 4    | 912  | 121  | deficiente, composto                                                         |
| 792 | 1, 2, 3, 4, 6, 8, 9, 11, 12, 18, 22, 24, 33, 36, 44, 66, 72, 88, 99, 132, 198, 264, 396, 792                         | 24   | 2340 | 1548 | abundante, composto                                                          |
| 793 | 1, 13, 61, 793 | 4    | 868  | 75   | deficiente, composto                                                         |
| 794 | 1, 2, 397, 794 | 4    | 1194 | 400  | deficiente, composto                                                         |
| 795 | 1, 3, 5, 15, 53, 159, 265, 795                                                                                       | 8    | 1296 | 501  | deficiente, composto                                                         |
| 796 | 1, 2, 4, 199, 398, 796                                                                                               | 6    | 1400 | 604  | deficiente, composto                                                         |
| 797 | 1, 797 | 2    | 798  | 1    | deficiente, primo                                                            |
| 798 | 1, 2, 3, 6, 7, 14, 19, 21, 38, 42, 57, 114, 133, 266, 399, 798                                                       | 16   | 1920 | 1122 | abundante, composto                                                          |
| 799 | 1, 17, 47, 799 | 4    | 864  | 65   | deficiente, composto                                                         |
| 800 | 1, 2, 4, 5, 8, 10, 16, 20, 25, 32, 40, 50, 80, 100, 160, 200, 400, 800                                               | 18   | 1953 | 1153 | abundante, composto                                                          |

## Divisores dos números de 801 a 900
| n   | Divisores | d(n) | σ(n) | s(n) | Notas                                                                        |
| --- | --- | ---- | ---- | ---- | ---------------------------------------------------------------------------- |
| 801 | 1, 3, 9, 89, 267, 801 | 6    | 1170 | 369  | deficiente, composto                                                         |
| 802 | 1, 2, 401, 802 | 4    | 1206 | 404  | deficiente, composto                                                         |
| 803 | 1, 11, 73, 803 | 4    | 888  | 85   | deficiente, composto                                                         |
| 804 | 1, 2, 3, 4, 6, 12, 67, 134, 201, 268, 402, 804                                                                                 | 12   | 1904 | 1100 | abundante, composto                                                          |
| 805 | 1, 5, 7, 23, 35, 115, 161, 805                                                                                                 | 8    | 1152 | 347  | deficiente, composto                                                         |
| 806 | 1, 2, 13, 26, 31, 62, 403, 806                                                                                                 | 8    | 1344 | 538  | deficiente, composto                                                         |
| 807 | 1, 3, 269, 807 | 4    | 1080 | 273  | deficiente, composto                                                         |
| 808 | 1, 2, 4, 8, 101, 202, 404, 808                                                                                                 | 8    | 1530 | 722  | deficiente, composto                                                         |
| 809 | 1, 809 | 2    | 810  | 1    | deficiente, primo                                                            |
| 810 | 1, 2, 3, 5, 6, 9, 10, 15, 18, 27, 30, 45, 54, 81, 90, 135, 162, 270, 405, 810                                                  | 20   | 2178 | 1368 | abundante, composto                                                          |
| 811 | 1, 811 | 2    | 812  | 1    | deficiente, primo                                                            |
| 812 | 1, 2, 4, 7, 14, 28, 29, 58, 116, 203, 406, 812                                                                                 | 12   | 1680 | 868  | abundante, composto                                                          |
| 813 | 1, 3, 271, 813 | 4    | 1088 | 275  | deficiente, composto                                                         |
| 814 | 1, 2, 11, 22, 37, 74, 407, 814                                                                                                 | 8    | 1368 | 554  | deficiente, composto                                                         |
| 815 | 1, 5, 163, 815 | 4    | 984  | 169  | deficiente, composto                                                         |
| 816 | 1, 2, 3, 4, 6, 8, 12, 16, 17, 24, 34, 48, 51, 68, 102, 136, 204, 272, 408, 816                                                 | 20   | 2232 | 1416 | abundante, composto                                                          |
| 817 | 1, 19, 43, 817 | 4    | 880  | 63   | deficiente, composto                                                         |
| 818 | 1, 2, 409, 818 | 4    | 1230 | 412  | deficiente, composto                                                         |
| 819 | 1, 3, 7, 9, 13, 21, 39, 63, 91, 117, 273, 819                                                                                  | 12   | 1456 | 637  | deficiente, composto                                                         |
| 820 | 1, 2, 4, 5, 10, 20, 41, 82, 164, 205, 410, 820                                                                                 | 12   | 1764 | 944  | abundante, composto                                                          |
| n   | Divisores | d(n) | σ(n) | s(n) | Notas                                                                        |
| 821 | 1, 821 | 2    | 822  | 1    | deficiente, primo                                                            |
| 822 | 1, 2, 3, 6, 137, 274, 411, 822                                                                                                 | 8    | 1656 | 834  | abundante, composto                                                          |
| 823 | 1, 823 | 2    | 824  | 1    | deficiente, primo                                                            |
| 824 | 1, 2, 4, 8, 103, 206, 412, 824                                                                                                 | 8    | 1560 | 736  | deficiente, composto                                                         |
| 825 | 1, 3, 5, 11, 15, 25, 33, 55, 75, 165, 275, 825                                                                                 | 12   | 1488 | 663  | deficiente, composto                                                         |
| 826 | 1, 2, 7, 14, 59, 118, 413, 826                                                                                                 | 8    | 1440 | 614  | deficiente, composto                                                         |
| 827 | 1, 827 | 2    | 828  | 1    | deficiente, primo                                                            |
| 828 | 1, 2, 3, 4, 6, 9, 12, 18, 23, 36, 46, 69, 92, 138, 207, 276, 414, 828                                                          | 18   | 2184 | 1356 | abundante, composto                                                          |
| 829 | 1, 829 | 2    | 830  | 1    | deficiente, primo                                                            |
| 830 | 1, 2, 5, 10, 83, 166, 415, 830                                                                                                 | 8    | 1512 | 682  | deficiente, composto                                                         |
| 831 | 1, 3, 277, 831 | 4    | 1112 | 281  | deficiente, composto                                                         |
| 832 | 1, 2, 4, 8, 13, 16, 26, 32, 52, 64, 104, 208, 416, 832                                                                         | 14   | 1778 | 946  | abundante, composto                                                          |
| 833 | 1, 7, 17, 49, 119, 833 | 6    | 1026 | 193  | deficiente, composto                                                         |
| 834 | 1, 2, 3, 6, 139, 278, 417, 834                                                                                                 | 8    | 1680 | 846  | abundante, composto                                                          |
| 835 | 1, 5, 167, 835 | 4    | 1008 | 173  | deficiente, composto                                                         |
| 836 | 1, 2, 4, 11, 19, 22, 38, 44, 76, 209, 418, 836                                                                                 | 12   | 1680 | 844  | abundante, composto, weird                                                   |
| 837 | 1, 3, 9, 27, 31, 93, 279, 837                                                                                                  | 8    | 1280 | 443  | deficiente, composto                                                         |
| 838 | 1, 2, 419, 838 | 4    | 1260 | 422  | deficiente, composto                                                         |
| 839 | 1, 839 | 2    | 840  | 1    | deficiente, primo                                                            |
| 840 | 1, 2, 3, 4, 5, 6, 7, 8, 10, 12, 14, 15, 20, 21, 24, 28, 30, 35, 40, 42, 56, 60, 70, 84, 105, 120, 140, 168, 210, 280, 420, 840 | 32   | 2880 | 2040 | abundante, altamente abundante, superabundante, composto, altamente composto |
| n   | Divisores | d(n) | σ(n) | s(n) | Notas                                                                        |
| 841 | 1, 29, 841 | 3    | 871  | 30   | deficiente, composto                                                         |
| 842 | 1, 2, 421, 842 | 4    | 1266 | 424  | deficiente, composto                                                         |
| 843 | 1, 3, 281, 843 | 4    | 1128 | 285  | deficiente, composto                                                         |
| 844 | 1, 2, 4, 211, 422, 844 | 6    | 1484 | 640  | deficiente, composto                                                         |
| 845 | 1, 5, 13, 65, 169, 845 | 6    | 1098 | 253  | deficiente, composto                                                         |
| 846 | 1, 2, 3, 6, 9, 18, 47, 94, 141, 282, 423, 846                                                                                  | 12   | 1872 | 1026 | abundante, composto                                                          |
| 847 | 1, 7, 11, 77, 121, 847 | 6    | 1064 | 217  | deficiente, composto                                                         |
| 848 | 1, 2, 4, 8, 16, 53, 106, 212, 424, 848                                                                                         | 10   | 1674 | 826  | deficiente, composto                                                         |
| 849 | 1, 3, 283, 849 | 4    | 1136 | 287  | deficiente, composto                                                         |
| 850 | 1, 2, 5, 10, 17, 25, 34, 50, 85, 170, 425, 850                                                                                 | 12   | 1674 | 824  | deficiente, composto                                                         |
| 851 | 1, 23, 37, 851 | 4    | 912  | 61   | deficiente, composto                                                         |
| 852 | 1, 2, 3, 4, 6, 12, 71, 142, 213, 284, 426, 852                                                                                 | 12   | 2016 | 1164 | abundante, composto                                                          |
| 853 | 1, 853 | 2    | 854  | 1    | deficiente, primo                                                            |
| 854 | 1, 2, 7, 14, 61, 122, 427, 854                                                                                                 | 8    | 1488 | 634  | deficiente, composto                                                         |
| 855 | 1, 3, 5, 9, 15, 19, 45, 57, 95, 171, 285, 855                                                                                  | 12   | 1560 | 705  | deficiente, composto                                                         |
| 856 | 1, 2, 4, 8, 107, 214, 428, 856                                                                                                 | 8    | 1620 | 764  | deficiente, composto                                                         |
| 857 | 1, 857 | 2    | 858  | 1    | deficiente, primo                                                            |
| 858 | 1, 2, 3, 6, 11, 13, 22, 26, 33, 39, 66, 78, 143, 286, 429, 858                                                                 | 16   | 2016 | 1158 | abundante, composto                                                          |
| 859 | 1, 859 | 2    | 860  | 1    | deficiente, primo                                                            |
| 860 | 1, 2, 4, 5, 10, 20, 43, 86, 172, 215, 430, 860                                                                                 | 12   | 1848 | 988  | abundante, composto                                                          |
| n   | Divisores | d(n) | σ(n) | s(n) | Notas                                                                        |
| 861 | 1, 3, 7, 21, 41, 123, 287, 861                                                                                                 | 8    | 1344 | 483  | deficiente, composto                                                         |
| 862 | 1, 2, 431, 862 | 4    | 1296 | 434  | deficiente, composto                                                         |
| 863 | 1, 863 | 2    | 864  | 1    | deficiente, primo                                                            |
| 864 | 1, 2, 3, 4, 6, 8, 9, 12, 16, 18, 24, 27, 32, 36, 48, 54, 72, 96, 108, 144, 216, 288, 432, 864                                  | 24   | 2520 | 1656 | abundante, composto                                                          |
| 865 | 1, 5, 173, 865 | 4    | 1044 | 179  | deficiente, composto                                                         |
| 866 | 1, 2, 433, 866 | 4    | 1302 | 436  | deficiente, composto                                                         |
| 867 | 1, 3, 17, 51, 289, 867 | 6    | 1228 | 361  | deficiente, composto                                                         |
| 868 | 1, 2, 4, 7, 14, 28, 31, 62, 124, 217, 434, 868                                                                                 | 12   | 1792 | 924  | abundante, composto                                                          |
| 869 | 1, 11, 79, 869 | 4    | 960  | 91   | deficiente, composto                                                         |
| 870 | 1, 2, 3, 5, 6, 10, 15, 29, 30, 58, 87, 145, 174, 290, 435, 870                                                                 | 16   | 2160 | 1290 | abundante, composto                                                          |
| 871 | 1, 13, 67, 871 | 4    | 952  | 81   | deficiente, composto                                                         |
| 872 | 1, 2, 4, 8, 109, 218, 436, 872                                                                                                 | 8    | 1650 | 778  | deficiente, composto                                                         |
| 873 | 1, 3, 9, 97, 291, 873 | 6    | 1274 | 401  | deficiente, composto                                                         |
| 874 | 1, 2, 19, 23, 38, 46, 437, 874                                                                                                 | 8    | 1440 | 566  | deficiente, composto                                                         |
| 875 | 1, 5, 7, 25, 35, 125, 175, 875                                                                                                 | 8    | 1248 | 373  | deficiente, composto                                                         |
| 876 | 1, 2, 3, 4, 6, 12, 73, 146, 219, 292, 438, 876                                                                                 | 12   | 2072 | 1196 | abundante, composto                                                          |
| 877 | 1, 877 | 2    | 878  | 1    | deficiente, primo                                                            |
| 878 | 1, 2, 439, 878 | 4    | 1320 | 442  | deficiente, composto                                                         |
| 879 | 1, 3, 293, 879 | 4    | 1176 | 297  | deficiente, composto                                                         |
| 880 | 1, 2, 4, 5, 8, 10, 11, 16, 20, 22, 40, 44, 55, 80, 88, 110, 176, 220, 440, 880                                                 | 20   | 2232 | 1352 | abundante, composto                                                          |
| n   | Divisores | d(n) | σ(n) | s(n) | Notas                                                                        |
| 881 | 1, 881 | 2    | 882  | 1    | deficiente, primo                                                            |
| 882 | 1, 2, 3, 6, 7, 9, 14, 18, 21, 42, 49, 63, 98, 126, 147, 294, 441, 882                                                          | 18   | 2223 | 1341 | abundante, composto                                                          |
| 883 | 1, 883 | 2    | 884  | 1    | deficiente, primo                                                            |
| 884 | 1, 2, 4, 13, 17, 26, 34, 52, 68, 221, 442, 884                                                                                 | 12   | 1764 | 880  | deficiente, composto                                                         |
| 885 | 1, 3, 5, 15, 59, 177, 295, 885                                                                                                 | 8    | 1440 | 555  | deficiente, composto                                                         |
| 886 | 1, 2, 443, 886 | 4    | 1332 | 446  | deficiente, composto                                                         |
| 887 | 1, 887 | 2    | 888  | 1    | deficiente, primo                                                            |
| 888 | 1, 2, 3, 4, 6, 8, 12, 24, 37, 74, 111, 148, 222, 296, 444, 888                                                                 | 16   | 2280 | 1392 | abundante, composto                                                          |
| 889 | 1, 7, 127, 889 | 4    | 1024 | 135  | deficiente, composto                                                         |
| 890 | 1, 2, 5, 10, 89, 178, 445, 890                                                                                                 | 8    | 1620 | 730  | deficiente, composto                                                         |
| 891 | 1, 3, 9, 11, 27, 33, 81, 99, 297, 891                                                                                          | 10   | 1452 | 561  | deficiente, composto                                                         |
| 892 | 1, 2, 4, 223, 446, 892 | 6    | 1568 | 676  | deficiente, composto                                                         |
| 893 | 1, 19, 47, 893 | 4    | 960  | 67   | deficiente, composto                                                         |
| 894 | 1, 2, 3, 6, 149, 298, 447, 894                                                                                                 | 8    | 1800 | 906  | abundante, composto                                                          |
| 895 | 1, 5, 179, 895 | 4    | 1080 | 185  | deficiente, composto                                                         |
| 896 | 1, 2, 4, 7, 8, 14, 16, 28, 32, 56, 64, 112, 128, 224, 448, 896                                                                 | 16   | 2040 | 1144 | abundante, composto                                                          |
| 897 | 1, 3, 13, 23, 39, 69, 299, 897                                                                                                 | 8    | 1344 | 447  | deficiente, composto                                                         |
| 898 | 1, 2, 449, 898 | 4    | 1350 | 452  | deficiente, composto                                                         |
| 899 | 1, 29, 31, 899 | 4    | 960  | 61   | deficiente, composto                                                         |
| 900 | 1, 2, 3, 4, 5, 6, 9, 10, 12, 15, 18, 20, 25, 30, 36, 45, 50, 60, 75, 90, 100, 150, 180, 225, 300, 450, 900                     | 27   | 2821 | 1921 | abundante, composto                                                          |

## Divisores dos números de 901 a 1000
| n    | Divisores | d(n) | σ(n) | s(n) | Notas                                       |
| ---- | --- | ---- | ---- | ---- | ------------------------------------------- |
| 901  | 1, 17, 53, 901                                                                                                 | 4    | 972  | 71   | deficiente, composto                        |
| 902  | 1, 2, 11, 22, 41, 82, 451, 902                                                                                 | 8    | 1512 | 610  | deficiente, composto                        |
| 903  | 1, 3, 7, 21, 43, 129, 301, 903                                                                                 | 8    | 1408 | 505  | deficiente, composto                        |
| 904  | 1, 2, 4, 8, 113, 226, 452, 904                                                                                 | 8    | 1710 | 806  | deficiente, composto                        |
| 905  | 1, 5, 181, 905                                                                                                 | 4    | 1092 | 187  | deficiente, composto                        |
| 906  | 1, 2, 3, 6, 151, 302, 453, 906                                                                                 | 8    | 1824 | 918  | abundante, composto                         |
| 907  | 1, 907 | 2    | 908  | 1    | deficiente, primo                           |
| 908  | 1, 2, 4, 227, 454, 908                                                                                         | 6    | 1596 | 688  | deficiente, composto                        |
| 909  | 1, 3, 9, 101, 303, 909                                                                                         | 6    | 1326 | 417  | deficiente, composto                        |
| 910  | 1, 2, 5, 7, 10, 13, 14, 26, 35, 65, 70, 91, 130, 182, 455, 910                                                 | 16   | 2016 | 1106 | abundante, composto                         |
| 911  | 1, 911 | 2    | 912  | 1    | deficiente, primo                           |
| 912  | 1, 2, 3, 4, 6, 8, 12, 16, 19, 24, 38, 48, 57, 76, 114, 152, 228, 304, 456, 912                                 | 20   | 2480 | 1568 | abundante, composto                         |
| 913  | 1, 11, 83, 913                                                                                                 | 4    | 1008 | 95   | deficiente, composto                        |
| 914  | 1, 2, 457, 914                                                                                                 | 4    | 1374 | 460  | deficiente, composto                        |
| 915  | 1, 3, 5, 15, 61, 183, 305, 915                                                                                 | 8    | 1488 | 573  | deficiente, composto                        |
| 916  | 1, 2, 4, 229, 458, 916                                                                                         | 6    | 1610 | 694  | deficiente, composto                        |
| 917  | 1, 7, 131, 917                                                                                                 | 4    | 1056 | 139  | deficiente, composto                        |
| 918  | 1, 2, 3, 6, 9, 17, 18, 27, 34, 51, 54, 102, 153, 306, 459, 918                                                 | 16   | 2160 | 1242 | abundante, composto                         |
| 919  | 1, 919 | 2    | 920  | 1    | deficiente, primo                           |
| 920  | 1, 2, 4, 5, 8, 10, 20, 23, 40, 46, 92, 115, 184, 230, 460, 920                                                 | 16   | 2160 | 1240 | abundante, composto                         |
| n    | Divisores | d(n) | σ(n) | s(n) | Notas                                       |
| 921  | 1, 3, 307, 921                                                                                                 | 4    | 1232 | 311  | deficiente, composto                        |
| 922  | 1, 2, 461, 922                                                                                                 | 4    | 1386 | 464  | deficiente, composto                        |
| 923  | 1, 13, 71, 923                                                                                                 | 4    | 1008 | 85   | deficiente, composto                        |
| 924  | 1, 2, 3, 4, 6, 7, 11, 12, 14, 21, 22, 28, 33, 42, 44, 66, 77, 84, 132, 154, 231, 308, 462, 924                 | 24   | 2688 | 1764 | abundante, composto                         |
| 925  | 1, 5, 25, 37, 185, 925                                                                                         | 6    | 1178 | 253  | deficiente, composto                        |
| 926  | 1, 2, 463, 926                                                                                                 | 4    | 1392 | 466  | deficiente, composto                        |
| 927  | 1, 3, 9, 103, 309, 927                                                                                         | 6    | 1352 | 425  | deficiente, composto                        |
| 928  | 1, 2, 4, 8, 16, 29, 32, 58, 116, 232, 464, 928                                                                 | 12   | 1890 | 962  | abundante, composto                         |
| 929  | 1, 929 | 2    | 930  | 1    | deficiente, primo                           |
| 930  | 1, 2, 3, 5, 6, 10, 15, 30, 31, 62, 93, 155, 186, 310, 465, 930                                                 | 16   | 2304 | 1374 | abundante, composto                         |
| 931  | 1, 7, 19, 49, 133, 931                                                                                         | 6    | 1140 | 209  | deficiente, composto                        |
| 932  | 1, 2, 4, 233, 466, 932                                                                                         | 6    | 1638 | 706  | deficiente, composto                        |
| 933  | 1, 3, 311, 933                                                                                                 | 4    | 1248 | 315  | deficiente, composto                        |
| 934  | 1, 2, 467, 934                                                                                                 | 4    | 1404 | 470  | deficiente, composto                        |
| 935  | 1, 5, 11, 17, 55, 85, 187, 935                                                                                 | 8    | 1296 | 361  | deficiente, composto                        |
| 936  | 1, 2, 3, 4, 6, 8, 9, 12, 13, 18, 24, 26, 36, 39, 52, 72, 78, 104, 117, 156, 234, 312, 468, 936                 | 24   | 2730 | 1794 | abundante, composto                         |
| 937  | 1, 937 | 2    | 938  | 1    | deficiente, primo                           |
| 938  | 1, 2, 7, 14, 67, 134, 469, 938                                                                                 | 8    | 1632 | 694  | deficiente, composto                        |
| 939  | 1, 3, 313, 939                                                                                                 | 4    | 1256 | 317  | deficiente, composto                        |
| 940  | 1, 2, 4, 5, 10, 20, 47, 94, 188, 235, 470, 940                                                                 | 12   | 2016 | 1076 | abundante, composto                         |
| n    | Divisores | d(n) | σ(n) | s(n) | Notas                                       |
| 941  | 1, 941 | 2    | 942  | 1    | deficiente, primo                           |
| 942  | 1, 2, 3, 6, 157, 314, 471, 942                                                                                 | 8    | 1896 | 954  | abundante, composto                         |
| 943  | 1, 23, 41, 943                                                                                                 | 4    | 1008 | 65   | deficiente, composto                        |
| 944  | 1, 2, 4, 8, 16, 59, 118, 236, 472, 944                                                                         | 10   | 1860 | 916  | deficiente, composto                        |
| 945  | 1, 3, 5, 7, 9, 15, 21, 27, 35, 45, 63, 105, 135, 189, 315, 945                                                 | 16   | 1920 | 975  | abundante, composto                         |
| 946  | 1, 2, 11, 22, 43, 86, 473, 946                                                                                 | 8    | 1584 | 638  | deficiente, composto                        |
| 947  | 1, 947 | 2    | 948  | 1    | deficiente, primo                           |
| 948  | 1, 2, 3, 4, 6, 12, 79, 158, 237, 316, 474, 948                                                                 | 12   | 2240 | 1292 | abundante, composto                         |
| 949  | 1, 13, 73, 949                                                                                                 | 4    | 1036 | 87   | deficiente, composto                        |
| 950  | 1, 2, 5, 10, 19, 25, 38, 50, 95, 190, 475, 950                                                                 | 12   | 1860 | 910  | deficiente, composto                        |
| 951  | 1, 3, 317, 951                                                                                                 | 4    | 1272 | 321  | deficiente, composto                        |
| 952  | 1, 2, 4, 7, 8, 14, 17, 28, 34, 56, 68, 119, 136, 238, 476, 952                                                 | 16   | 2160 | 1208 | abundante, composto                         |
| 953  | 1, 953 | 2    | 954  | 1    | deficiente, primo                           |
| 954  | 1, 2, 3, 6, 9, 18, 53, 106, 159, 318, 477, 954                                                                 | 12   | 2106 | 1152 | abundante, composto                         |
| 955  | 1, 5, 191, 955                                                                                                 | 4    | 1152 | 197  | deficiente, composto                        |
| 956  | 1, 2, 4, 239, 478, 956                                                                                         | 6    | 1680 | 724  | deficiente, composto                        |
| 957  | 1, 3, 11, 29, 33, 87, 319, 957                                                                                 | 8    | 1440 | 483  | deficiente, composto                        |
| 958  | 1, 2, 479, 958                                                                                                 | 4    | 1440 | 482  | deficiente, composto                        |
| 959  | 1, 7, 137, 959                                                                                                 | 4    | 1104 | 145  | deficiente, composto                        |
| 960  | 1, 2, 3, 4, 5, 6, 8, 10, 12, 15, 16, 20, 24, 30, 32, 40, 48, 60, 64, 80, 96, 120, 160, 192, 240, 320, 480, 960 | 28   | 3048 | 2088 | abundante, altamente abundante, composto    |
| n    | Divisores | d(n) | σ(n) | s(n) | Notas                                       |
| 961  | 1, 31, 961 | 3    | 993  | 32   | deficiente, composto                        |
| 962  | 1, 2, 13, 26, 37, 74, 481, 962                                                                                 | 8    | 1596 | 634  | deficiente, composto                        |
| 963  | 1, 3, 9, 107, 321, 963                                                                                         | 6    | 1404 | 441  | deficiente, composto                        |
| 964  | 1, 2, 4, 241, 482, 964                                                                                         | 6    | 1694 | 730  | deficiente, composto                        |
| 965  | 1, 5, 193, 965                                                                                                 | 4    | 1164 | 199  | deficiente, composto                        |
| 966  | 1, 2, 3, 6, 7, 14, 21, 23, 42, 46, 69, 138, 161, 322, 483, 966                                                 | 16   | 2304 | 1338 | abundante, composto                         |
| 967  | 1, 967 | 2    | 968  | 1    | deficiente, primo                           |
| 968  | 1, 2, 4, 8, 11, 22, 44, 88, 121, 242, 484, 968                                                                 | 12   | 1995 | 1027 | abundante, composto                         |
| 969  | 1, 3, 17, 19, 51, 57, 323, 969                                                                                 | 8    | 1440 | 471  | deficiente, composto                        |
| 970  | 1, 2, 5, 10, 97, 194, 485, 970                                                                                 | 8    | 1764 | 794  | deficiente, composto                        |
| 971  | 1, 971 | 2    | 972  | 1    | deficiente, primo                           |
| 972  | 1, 2, 3, 4, 6, 9, 12, 18, 27, 36, 54, 81, 108, 162, 243, 324, 486, 972                                         | 18   | 2548 | 1576 | abundante, composto                         |
| 973  | 1, 7, 139, 973                                                                                                 | 4    | 1120 | 147  | deficiente, composto                        |
| 974  | 1, 2, 487, 974                                                                                                 | 4    | 1464 | 490  | deficiente, composto                        |
| 975  | 1, 3, 5, 13, 15, 25, 39, 65, 75, 195, 325, 975                                                                 | 12   | 1736 | 761  | deficiente, composto                        |
| 976  | 1, 2, 4, 8, 16, 61, 122, 244, 488, 976                                                                         | 10   | 1922 | 946  | deficiente, composto                        |
| 977  | 1, 977 | 2    | 978  | 1    | deficiente, primo                           |
| 978  | 1, 2, 3, 6, 163, 326, 489, 978                                                                                 | 8    | 1968 | 990  | abundante, composto                         |
| 979  | 1, 11, 89, 979                                                                                                 | 4    | 1080 | 101  | deficiente, composto                        |
| 980  | 1, 2, 4, 5, 7, 10, 14, 20, 28, 35, 49, 70, 98, 140, 196, 245, 490, 980                                         | 18   | 2394 | 1414 | abundante, composto                         |
| n    | Divisores | d(n) | σ(n) | s(n) | Notas                                       |
| 981  | 1, 3, 9, 109, 327, 981                                                                                         | 6    | 1430 | 449  | deficiente, composto                        |
| 982  | 1, 2, 491, 982                                                                                                 | 4    | 1476 | 494  | deficiente, composto                        |
| 983  | 1, 983 | 2    | 984  | 1    | deficiente, primo                           |
| 984  | 1, 2, 3, 4, 6, 8, 12, 24, 41, 82, 123, 164, 246, 328, 492, 984                                                 | 16   | 2520 | 1536 | abundante, composto                         |
| 985  | 1, 5, 197, 985                                                                                                 | 4    | 1188 | 203  | deficiente, composto                        |
| 986  | 1, 2, 17, 29, 34, 58, 493, 986                                                                                 | 8    | 1620 | 634  | deficiente, composto                        |
| 987  | 1, 3, 7, 21, 47, 141, 329, 987                                                                                 | 8    | 1536 | 549  | deficiente, composto                        |
| 988  | 1, 2, 4, 13, 19, 26, 38, 52, 76, 247, 494, 988                                                                 | 12   | 1960 | 972  | deficiente, composto                        |
| 989  | 1, 23, 43, 989                                                                                                 | 4    | 1056 | 67   | deficiente, composto                        |
| 990  | 1, 2, 3, 5, 6, 9, 10, 11, 15, 18, 22, 30, 33, 45, 55, 66, 90, 99, 110, 165, 198, 330, 495, 990                 | 24   | 2808 | 1818 | abundante, composto                         |
| 991  | 1, 991 | 2    | 992  | 1    | deficiente, primo                           |
| 992  | 1, 2, 4, 8, 16, 31, 32, 62, 124, 248, 496, 992                                                                 | 12   | 2016 | 1024 | abundante, composto                         |
| 993  | 1, 3, 331, 993                                                                                                 | 4    | 1328 | 335  | deficiente, composto                        |
| 994  | 1, 2, 7, 14, 71, 142, 497, 994                                                                                 | 8    | 1728 | 734  | deficiente, composto                        |
| 995  | 1, 5, 199, 995                                                                                                 | 4    | 1200 | 205  | deficiente, composto                        |
| 996  | 1, 2, 3, 4, 6, 12, 83, 166, 249, 332, 498, 996                                                                 | 12   | 2352 | 1356 | abundante, composto                         |
| 997  | 1, 997 | 2    | 998  | 1    | deficiente, primo                           |
| 998  | 1, 2, 499, 998                                                                                                 | 4    | 1500 | 502  | deficiente, composto                        |
| 999  | 1, 3, 9, 27, 37, 111, 333, 999                                                                                 | 8    | 1520 | 521  | deficiente, composto                        |
| 1000 | 1, 2, 4, 5, 8, 10, 20, 25, 40, 50, 100, 125, 200, 250, 500, 1000                                               | 16   | 2340 | 1340 | abundante, composto,mais do que composto... |